# Militarismus in Deutschland

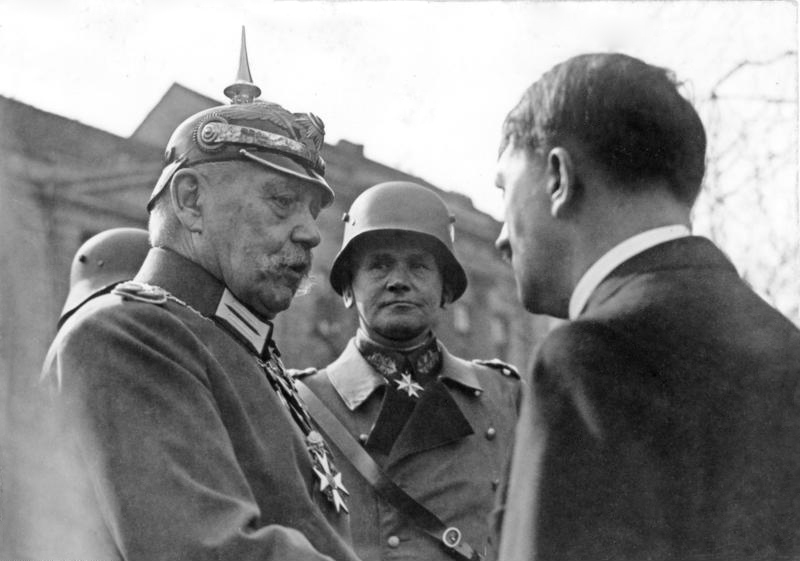
Der Tag von Potsdam, Hindenburg, Blomberg, Hitler, Die alten militärischen und neue nationalsozialistische Machteliten gehen ein Bündnis ein

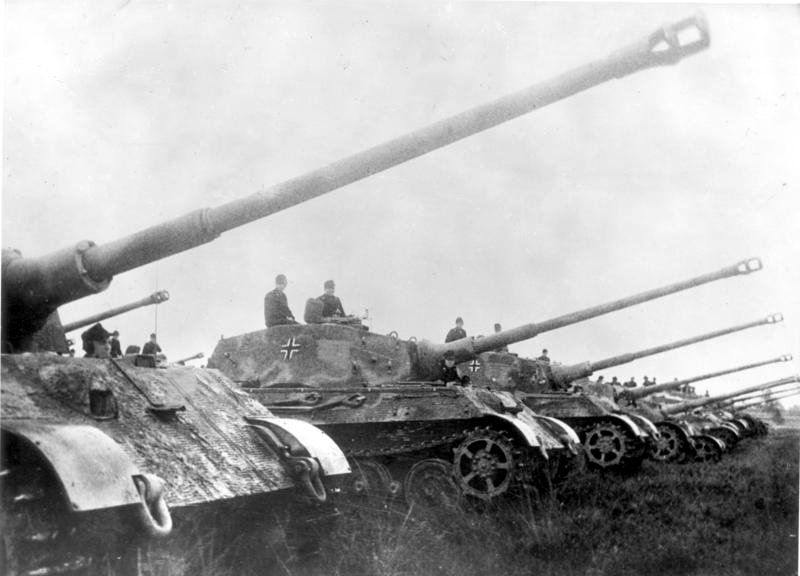
In Reih und Glied aufgestellte Königstiger mit Henschel-Turm im Jahr 1944. In der Zeit des Nationalsozialismus diente der Vierjahresplan ab 1936 dazu, militärisch-industrielle Geräte der Schwerindustrie in Massenproduktion herstellen zu können.

Der deutsche Militarismus als bedeutende geistige und gesellschaftsdurchdringende Strömung entwickelte sich mit dem Aufkommen Stehender Heere im 18. Jahrhundert. Der numerischen Zunahme bewaffneter Strukturen im Heiligen Römischen Reich stand eine Ausweitung militärischer Lebensformen bis weit in den zivilen Gesellschaftssektor gegenüber. Eine eigene Rechtsprechung, Wehrpflicht, aber auch die Abkapselung der Militärangehörigen von der Zivilgesellschaft mit dem Aufkommen von Kasernen seit dem Ende des 18. Jahrhunderts verstärkten diesen Prozess. Mehrere Dutzend deutsche Staaten verfügten um 1800 über eigene Heereskräfte. Neben der großen Armee Preußens wiesen dabei Bayern, Sachsen, Württemberg, die beiden hessischen Staaten (Kurhessische Armee, Hessen-darmstädtische Armee), Hannover, Baden und Münster mittlere Armeegrößen von bis zu 35.000 Mann auf. Auch das Kaisertum Österreich prägte den deutschen Militarismus bis zum Deutschen Krieg 1866 maßgeblich mit.
Das 19. Jahrhundert sah die Verbindung von Militarismus und Nationalismus. Starke reaktionäre und rechts-konservativ geprägte Kräfte bestimmten den Charakter der dominanten preußischen Armee. Die Armee wurde zur „Schule der Nation“. Als solche durchliefen Millionen junger deutscher Männer als Wehrpflichtige und Reservisten in der Institution Armee einen mehr- oder langjährigen Sozialisationsprozess. Als gesellschaftlich angesehene Schicht trugen sie zu einer stark angepassten, uniformistischen und hierarchisch orientierten Gesellschaft bei. Es bildeten sich im deutschsprachigen Raum paramilitärische Strukturen mit Massencharakter. Im 20. Jahrhundert durchschritt der deutsche Militarismus seinen Höhepunkt mit den beiden Weltkriegen, denen seit 1945 und bis heute andauernd starke anti-militärische und pazifistische, nonkonformistische und „bunte“ Zivilbewegungen (1968er) in der Gesellschaft folgten.
Nach 1945 galt Deutschlands Entwicklung und militaristische Ausprägung in der internationalen Meinung als einmalig und in dieser Form besonders negativ (Sonderwegsthese). Die Schwerpunktsetzung und Fokussierung „der“ Deutschen auf ihr Militär, verbunden mit einem starken staatszentrierten Glauben seiner Bürger galten als Ursachen und Wegbereiter des Faschismus. 

## Begriffliche Definition
Der Begriff Deutscher Militarismus enthält zwei eigenständige Erklärungsstränge:
- 1. der Militarismus im engeren Sinn, der den bestimmenden Einfluss von Militärs auf das zivilgesellschaftliche Leben voraussetzt. Das Deutsche Kaiserreich, die Weimarer Republik und das Dritte Reich waren diesbezüglich militaristische Staaten.
- 2. die begrifflich weiter zu sehende Militarisierung, nach denen zivilgesellschaftliche Systeme und Mitglieder anfangen, sich nach militärischen Prinzipien zu organisieren und militärische Formen imitieren. Dies vollzog sich so in der DDR. Auch der altpreußische Staat trug Züge eines militarisierten Staates.

Sowohl 1. als auch 2. traten in der deutschen Geschichte zusammen als auch alleine auf.

## Geschichte
Die Wurzeln des deutschen Militarismus großen Stils werden im Preußen des 18. und frühen 19. Jahrhunderts und der anschließenden Gründung des Deutschen Kaiserreichs unter preußischer Führung gesehen. Wie allgemein die Bedeutung des Heeres für die Deutschen nach dem französischen Krieg 1870/71 war, unterstreicht der deutschsprachige Nobelpreisträger Canetti: „Bürger, Bauern, Arbeiter, Gelehrte, Katholiken, Protestanten, Bayern, Preußen, alle sahen in der Armee das Sinnbild der Nation.“

### Die Militärmonarchie Brandenburg-Preußen

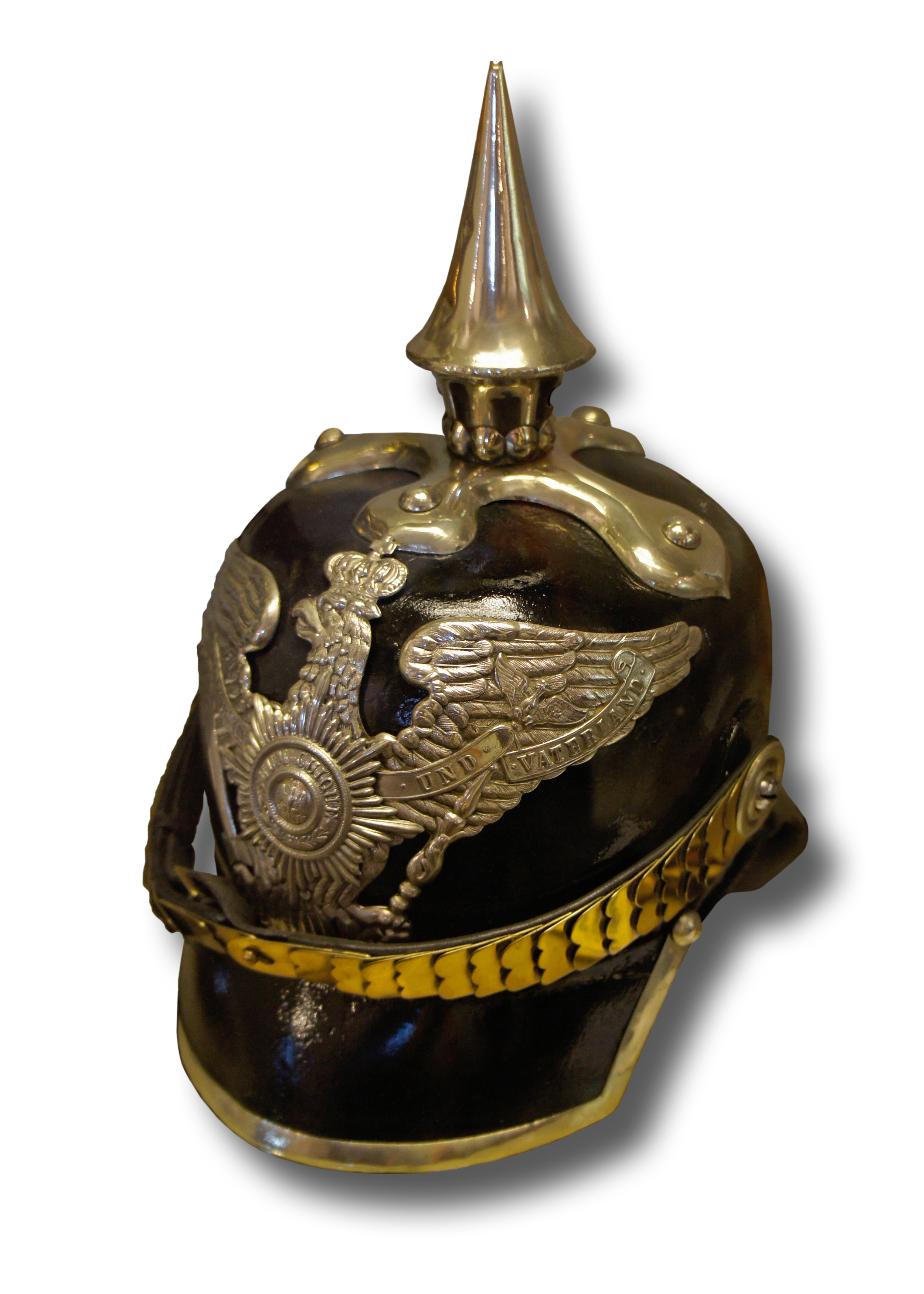
Pickelhaube (Symbol des preußischen Militarismus)

Richard Knötel: Friedrich Wilhelm I. im Lustgarten beim inspizieren des Potsdamer Infanterieregiments Lange Kerls

Seit 1648 durften deutsche Territorialfürsten dauerhaft eigene Heereskräfte unterhalten. Der Zeitentrend ging zu einem Ausbau der Militärstrukturen und damit zur Errichtung dauerhafter Armeen in Europa, während bis dahin nur im Bedarfsfall Söldnerheere geworben wurden. Während der Regierungszeit des „Großen Kurfürsten“ in der zweiten Hälfte des 17. Jahrhunderts erhöhte der Kurfürst von Brandenburg-Preußen Friedrich Wilhelm die Größe der preußischen Armee auf bis zu 30.000 Mann in Kriegszeiten, entmachtete die Obristen, wodurch die wilde Soldateska langfristig diszipliniert wurde und ihre bis dahin üblichen gewalttätigen Übergriffe auf Zivilisten strukturell abnahmen. Die Schaffung einer starken brandenburgischen Armee ist insbesondere vor dem Hintergrund der schweren Verwüstungen durch die Schweden in Brandenburg während des Dreißigjährigen Kriegs (1618–1648) und – noch gravierender – während des Schwedisch-Brandenburgischen Kriegs (1674–1679) zu sehen. Eine straffe Militärverwaltung, die vom Kriegskommissariat überwacht wurde, begann sich zu entwickeln. Um seine Macht sowohl im Inland als auch im Ausland zu stärken, begann der „Soldatenkönig“ Friedrich Wilhelm I. in Preußen 1713 mit Militärreformen und Schwerpunktsetzung auf alles Militärische. Die Formen des gesellschaftlichen Lebens begannen sich zu dieser Zeit in Preußen auf das Militärische auszurichten. Die Armee wurde zu einer Art Selbstzweck des Staates. Demnach war in der informellen Bedeutungshierarchie zunächst der Staat dafür da, die Armee zu unterhalten und erst dann die Armee dazu da, den Staat zu schützen. Die jährlichen Militärausgaben beliefen sich auf 73 % des gesamten preußischen Jahresbudgets. Seit dieser Zeit hatten militärische Würdenträger am preußischen Hof einen höheren Rang inne als Zivile Amtsträger. Dies führte bereits in zeitgenössischen Analysen zu Bewertungen, die Preußen als Militärmonarchie klassifizierten, der feudale Fürstenstaat sich also primär auf den Militärstand gründete.
Zum Zeitpunkt seines Todes im Jahr 1740 war die preußische Armee zu einer stehenden Armee von 83.000 Mann herangewachsen, einer der größten in Europa, zu einer Zeit, als die gesamte preußische Bevölkerung 2,5 Millionen Menschen umfasste. Der preußische Militärschriftsteller Georg Heinrich von Berenhorst schrieb später im Nachhinein, „Die preußische Monarchie bleibt immer – nicht ein Land, das eine Armee, sondern eine Armee, die ein Land hat, in welchem sie gleichsam nur einquartirt steht.“ (ein oft fälschlicherweise Voltaire und Mirabeau zugeschriebenes Zitat).
Trotz der Militarisierung des öffentlichen Lebens in Preußen gab es im 18. Jahrhundert nicht die gleiche Militärbegeisterung wie später im Wilhelminismus. Der Soldatenstand war weiterhin verrufen und verhasst, das Ansehen der Militärs insgesamt niedrig. Die Lasten durch die Einquartierung wurde durch die Zivilbevölkerung als drückend empfunden. Die Exzesse um die teilweise gewaltsamen Werbungen sorgten bis zur Einführung des Enrollierungssystems dafür, dass junge Männer aus Preußen flüchteten und desertierten.
Von den 1740er bis in die 1760er Jahre nutzte Friedrich der Große in einer langen Reihe von Angriffskriegen die beeindruckenden Streitkräfte des Landes, die von seinen Vorgängern aufgebaut worden waren, die Preußen effektiv von einer kleinen zu einer großen Macht in Europa erhoben. Die Armee behielt auch nach 1763 die höchste staatliche Priorität um das Hauptziel, den Erhalt und die Sicherung des Staates nach innen und außen zu gewährleisten. Preußen befand sich weiter im „Dauerstress kontinuierlicher Überanstrengung“ für die Armee, zulasten der Ausbildung der zivilgesellschaftlichen Kräfte.
Die anderen bedeutenden deutschen Staaten gingen bewusst andere Wege. Das Kurfürstentum Sachsen hatte nach 1763 jeglichen ambitionierten außenpolitischen Kurs aufgegeben und erkannte für sich die Begrenztheit seiner militärischen Mittel und Potenziale ein. Stattdessen fokussierte es sich auf weiche kultur-wirtschaftliche Machtmittel und beschränkte den Einfluss der Militärs auf ein bestimmtes Maß. Ebenso verfuhren vom Prinzip her die anderen deutschen Mittelstaaten, die alle keine Aussicht mehr auf einen Großmachtstatus besaßen.

### Normierung, Sozialdisziplinierung im 18. Jahrhundert
Im Zuge der frühneuzeitlichen gesellschaftlichen Entwicklung kam zu Beginn des 18. Jahrhunderts neue gesellschaftliche Impulse zum Tragen, die, vom entstehenden frühneuzeitlichen Staat angestoßen, bewirkten, dass neue Institutionen geformt wurden und sich die Gesellschaft als Ganzes begann zu differenzieren. Insbesondere die Armee wurde das wichtigste und größte Instrument des sich formierenden und tief in die Gesellschaft hineingreifenden Fürstenstaates.
Die von der Armee ausgehende einheitliche Uniformierung, Linientaktik mit gleichgetakteten Marschieren größerer Menschenmassen, Disziplinvorgaben, Befehlsgebungstrukturen und Hierarchien wurden zu bedeutenden neuen kollektivgesellschaftlichen Kompetenzen, die es top-down getragen ermöglichten, zunehmend komplexere Strukturen und Organisationen zu errichten.
Der Militarismus trat neben den sich ebenso ausbreitenden Bürokratismus, Fiskalismus und Etatismus als bedeutende Kraft in diesem Differenzierungsprozess hinzu. Er war in dieser Entwicklungsphase gesellschaftlich eine fortschrittlich wirkende Kraft und hemmte die Gewaltanwendung in der Bevölkerung und bewirkte stattdessen ein geordnetes und zielgerichtetes Zusammenwirken vieler Individuen mit persönlich divergierenden Interessen auf ein einheitliches und übergeordnetes Ziel hin, ohne Rücksicht auf den Einzelnen.

### Volksheer statt Söldnerheer
Mit der französischen Revolution endete die Frühe Neuzeit und es setzte ein neues Zeitalter ein, mit neuen Strukturen und sich wandelnden institutionellen Regeln, die auch den militärischen Sektor umfassten. Der Dritte Stand und das Bürgertum begannen sich politische Mitsprache einzufordern. Preußens Militär aber auch der Staat und sein feudales Gesellschaftsmodell befand sich zu diesem Zeitpunkt in einer anhaltenden qualitativen Stagnationsphase. Neuerungen nahm es nur noch partiell auf. Die Armee fiel hinter dem Leistungsstandard der führenden Armeen zurück. Die preußische Armee war schon im Ersten Koalitionskrieg als militärisches Schutzorgan des feudalabsolutistischen Fürstenstaats den für einen Nationalstaat unter Führung des Dritten Standes um ihre Freiheit kämpfenden Sansculotten nicht gewachsen gewesen. Es fehlte den Soldaten an einem besonderen inneren Zusammenhalt, der über die Anwendung von Sanktionsmaßnahmen und Strafen hinausging. Zudem war ein bedeutender Teil der Fürstenarmeen dieser Zeit mit Auswärtigen besetzt, die als Söldner auf Zeit keine besonderen Heimatbindungen aufwiesen. Da die französischen Soldaten aus innerer Überzeugung den Dienst an der Waffe verrichteten, waren diese zu weit flexibleren Kampfformen auch außerhalb der starren Linienformation in der Lage. Aus Angst vor großen Desertionen im Gefecht trauten sich die preußischen Armeeführer nicht zu einer größeren Flexibilisierung der Kampftaktik. Sie vertrauten weiterhin der starren Linienformation, die durch Unteroffiziere nach hinten gegen Befehlsverweigerer mit dem Seitengewehr abgesichert wurde. Diese Taktik erwies sich gegenüber der französischen Schützentaktik als deutlich unterlegen.
Nachdem Napoleon Bonaparte 1806 Preußen erobert hatte, war eine der Bedingungen für den Frieden, dass Preußen sein Heer auf nicht mehr als 42.000 Mann reduzieren sollte. Damit das Land nicht wieder so leicht erobert werden konnte, zog der König von Preußen ein Jahr lang die erlaubte Anzahl von Rekruten ein, bildete diese Gruppe aus, entließ sie dann und zog eine andere mit der gleichen Größe ein und so weiter (siehe unter Krümpersystem).
Die Offiziere der Armee stammten fast ausschließlich aus dem landbesitzenden Adel. Dies ermöglichte einen anhaltenden Einfluss der Adelsklasse der preußischen Junker im preußischen Staat. Die Armeeführung wurde nun auch vermehrt Bürgerlichen geöffnet.
Die preußischen Reformen, die der militärischen Niederlage folgte, führten zum Aufbau einer Armee, die den Volksgedanken, den geforderten Staatsbürger in Uniform in sich trug. Die Standesgrenzen wurden aufgeweicht und statt Zwang sollte die Überzeugung zum Dienst an der Waffe eine größere Bindung und Kohäsion der Truppe gewährleisten. Die brutalen Disziplinierungsstrafen (Spießrutenlaufen) wurden abgeschafft. Der Truppenführer sollte fortan mit persönlicher Vorbildwirkung führen und nicht durch sein gegen die eigenen Leute gerichtetes Seitengewehr. Pädagogik und die Anerkennung eines legitimen Gefühlsapparates (Angst) des individuellen Soldaten zogen in die Ausbildungskultur der Armee ein. Es folgte die Einführung einer milizartigen Volkswehr, die Landwehr und einer Wehrpflicht.

### Die Armee als Prätorianergarde des Königs und als Staat im Staate
Die Restaurierung absoluter königlicher und fürstlicher Macht nach 1815 bedeutete das Scheitern der bürgerlichen Reformer im ganzen Deutschen Bund.
Verfassungen wurden erst 1830/31 in einigen deutschen Staaten, nach 1848 in Preußen eingeführt. Das zunächst geschwächte Bildungsbürgertum erholte sich von diesem ersten Rückschlag und begann mit dem Vormärz in ganz Deutschland erneut eine Bewegung für mehr Rücksprache in den staatlichen Institutionen zu formieren. Sie gipfelte in der zivil-demokratischen Revolution von 1848. Die herrschenden Kräfte und Elite ließen, nachdem sie sich zunächst zurückziehen mussten, alle Volksaufstände mit Waffengewalt niederschlagen. Die deutschen Armeen waren damit primär als Polizeiorgane nach innen zur Aufrechterhaltung der staatlichen Ordnung eingesetzt worden.
Die bewaffneten Kräfte waren allerdings keine willenlose Apparate, die von den Staatsführern jederzeit in ihrem Sinne eingesetzt werden konnten. In den innenpolitischen Kämpfen von 1815 bis 1933 hatten die deutschen Armeen stattdessen eine eigene und selbständige Politik betrieben, die darauf zielte, die demokratischen Kräfte zu bekämpfen. Die politischen Kräfte hatten diesen institutionellen Machtakteur ständig zu berücksichtigen und in die eigenen politischen Programme einzubinden, wollten sie nicht in Gefahr geraten ihrerseits vom Militär bedroht zu werden.

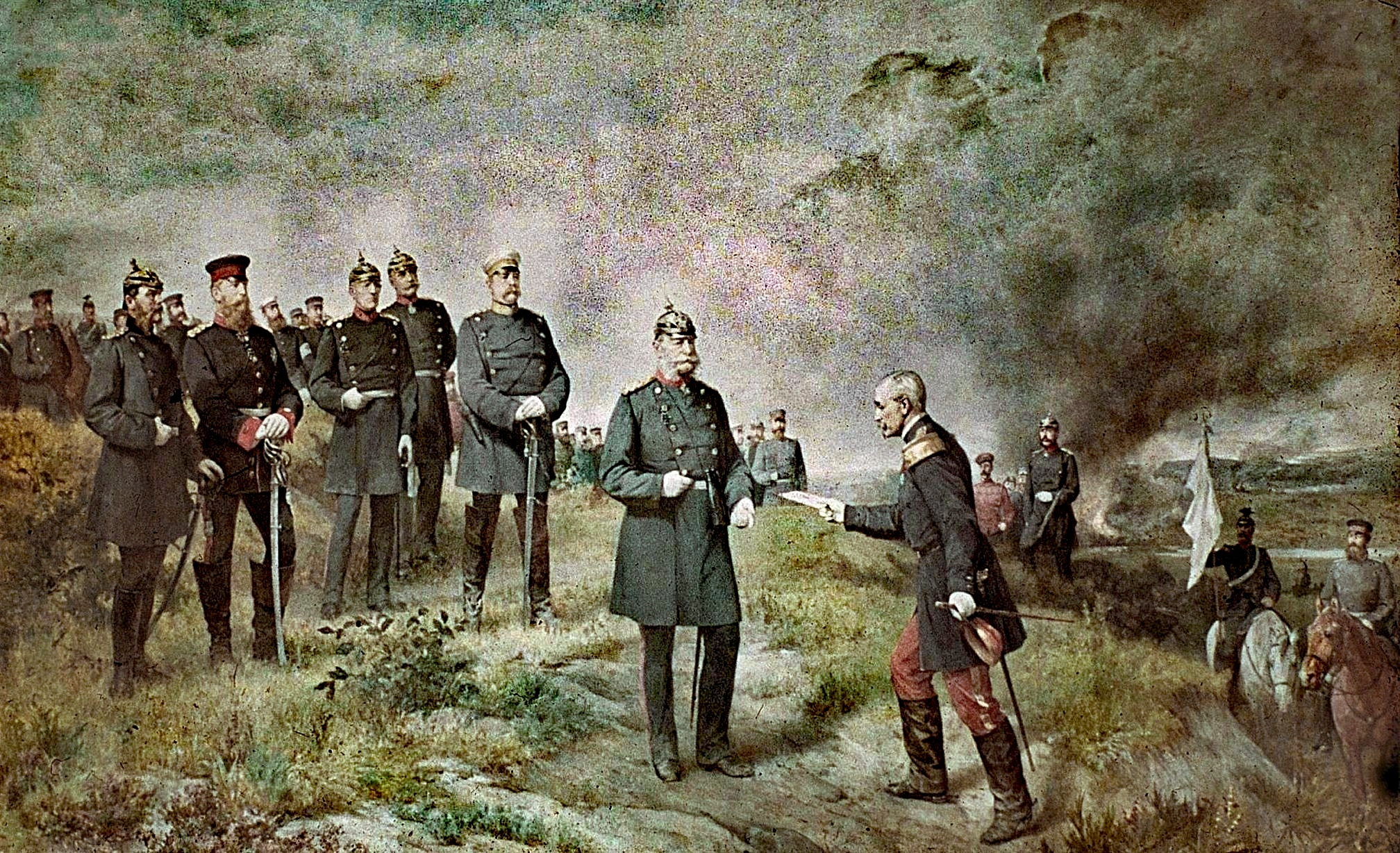
Nach der Schlacht von Sedan, 1870 (General Reille überbringt König Wilhelm auf dem Schlachtfelde von Sedan das Schreiben Kaiser Napoleons) von Carl Steffeck (1884) – Der preußische (und später deutsche) Kanzler Otto von Bismarck (als nächster zur Bildmitte) mit General Helmuth von Moltke (mittlere Dreiergruppe links) und General Albrecht von Roon (ebd. Mitte). Obwohl Bismarck ein ziviler Politiker und kein Militäroffizier war, trug er eine Militäruniform als Teil der damaligen preußischen militaristischen Kultur.

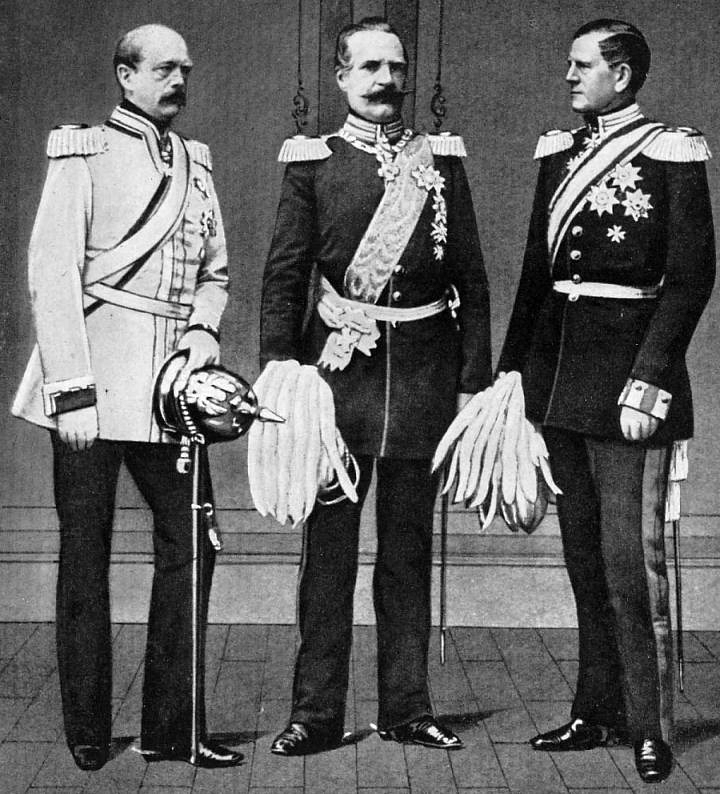
Die politischen „echten“ Größen hinter dem preußischen König: Otto von Bismarck, Albrecht von Roon, Helmuth von Moltke (von links nach rechts), Fotomontage 1863

Der Bruder des preußischen Königs wurde danach als „Kartätschenprinz“ gebrandmarkt und galt fortan als Inbegriff des deutschen Militarismus und der Reaktion. Das wirtschaftlich führende Großbürgertum begann sich mit den Verhältnissen zu arrangieren und fokussierte sich verstärkt auf den Wirtschaftsbereich, während die staatliche Sphäre mit seiner Armee weiterhin von den alten Eliten aus dem ostelbischen Adel dominiert wurde. Das folgenschwere Bündnis zwischen Junkertum und (rheinischer) Bourgeoisie prägte fortan fest das mit dem preußischen Militarismus verklammerte staatliche Gebilde. Der militärische Geist und dessen Logiken begann sich bis weit in die zivilen Bereiche auszubreiten. Das Bildungsbürgertum, das den demokratischen Prozess maßgeblich vorangebracht hatte, blieb als politische Kraft fortan geschwächt zurück. Dessen aufklärerischen und humane Werte und Ideale, die bis dahin als Speerspitze der zivilgesellschaftlichen Entwicklung dienten, blieben zwar erhalten. Diese hatten allerdings gegenüber dem stärker werdenden militaristischen und rechtskonservativen Denken der Bevölkerung einen schwereren Stand als zuvor. Dem Bürgertum gelang es anders als in den westlichen Demokratien nicht, ein eigenständiges Klassenbewusstsein aufzubauen. Auch die neuen wirtschaftlichen Eliten des Bürgertums ahmten die feudalen Lebens- und Denkweisen der alten Eliten nach, anstatt selbstbewusst eigene Wege zu gehen. Es folgte keine neue Demokratisierungswelle bis 1918 mehr. Von 1850 bis 1918 standen fortan die Industrialisierung und die Lösung der daraus resultierenden sozialen Frage im Zuge der Erstarkung der Arbeiterklasse im Zentrum der Entwicklung. Dies bedeute für die Armee, dass sie keine Volksarmee darstellte, die die Interessen des Volkes verteidigte, sondern lediglich das Ordnungsinstrument eines selbsternannten Autokraten bildete. Preußen und Deutschland wies damit ähnlich wie die benachbarten quasi-Autokratien Russisches Kaiserreich oder Österreich-Ungarn eine strukturell starke rückschrittliche politische Verfasstheit auf.
Preußen unterhielt zu der Zeit ein Friedensheer mit 140.000 Soldaten und eine Reservekontingent, das eine Kriegsstärke von 470.000 Soldaten zuließ. Ein homogenes auf die Monarchie verpflichtetes Offizierskorps, das jeden Gedanken an einen liberalen Verfassungsstaat ablehnte und innenpolitisch selbständig agierte, sorgte dafür, das auch in der Folgezeit in der Armee der preußische Soldatengeist erhalten blieb und fortschrittliche gesellschaftliche Impulse nicht in die Institution Armee eindringen konnten.
Nach 1848 übernahmen die alten ostelbischen Eliten Preußens mit den Einigungsbestrebungen einen Teil der ursprünglichen Forderungen der bürgerlichen Reformer in ihr eigenes politisches Programm. Dadurch gelang es ihnen, große Teile des Bürgertums hinter dem monarchischen Regime zu versammeln und die bürgerliche Freiheitsbewegung insgesamt zu schwächen. In den folgenden Dekaden bis 1914 wurde aus dem einstigen Patriotismusgedanken ein radikalisierter und militaristischer Nationalismus, deren Träger und Sympathisanten über alle Schichten und Klassen hinweg, zunehmend rassistisch-diskriminierende Denkweisen gekoppelt mit eigenen Überlegenheits(wahn)vorstellungen besaßen.
Den Oberbefehl über die Armee besaß in der oktroyierten Verfassung von 1850 in Preußen der König, nicht das Parlament. Die Armee begann sich verstärkt von der Zivilgesellschaft abzukapseln. Sie wurde zu einem „Staat im Staate“. Insbesondere das Budgetbewilligungsrecht wurde in Preußen zum Gegenstand innenpolitischer Kämpfe (Preußischer Verfassungskonflikt). Darin ging es vor allem um die Frage der Konstitution des Heeres als „Königsheer“ oder „Parlamentsheer“. Monarch und erzkonservative Kräfte (Bismarck, von Roon usw.) fühlten sich erneut bedroht von etwaigen Machtansprüchen des Parlaments und reagierten mit Polarisierung und Konfrontation. Die Auseinandersetzungen spitzten sich 1862 in der Frage um die Dreijährige Dienstzeit zu. Der Konflikt beendete nicht die institutionell eng begrenzte Stellung der preußischen Legislative in Militärangelegenheiten. Die alten preußischen (Militär-)Eliten blieben tonangebend und demokratische Kräfte blieben die schwächere Partei.
Der deutsche Einigungsprozess von 1860 bis 1871 wurde vom Militär ermöglicht und war Ergebnis von siegreichen Kriegen. Sie ermöglichten eine Statusaufwertung der Armee im Ansehen der deutschen Gesellschaft. Die vorher viel gescholtenen Ressentiments des preußischen Militarismus verschwanden. Das Militär erhielt im neu entstehenden Nationenstaat die Rolle der gesamtgesellschaftlichen Identifikationsplattform, auf die sich alle beriefen. Im Gegensatz dazu bildeten in Ländern wie Frankreich oder dem Vereinigten Königreich Parlament und andere staatliche Institutionen den Integrationsanker.

### Rüstung, technologischer Fortschritt und Bildung eines Militärisch-Industriellen Komplexes

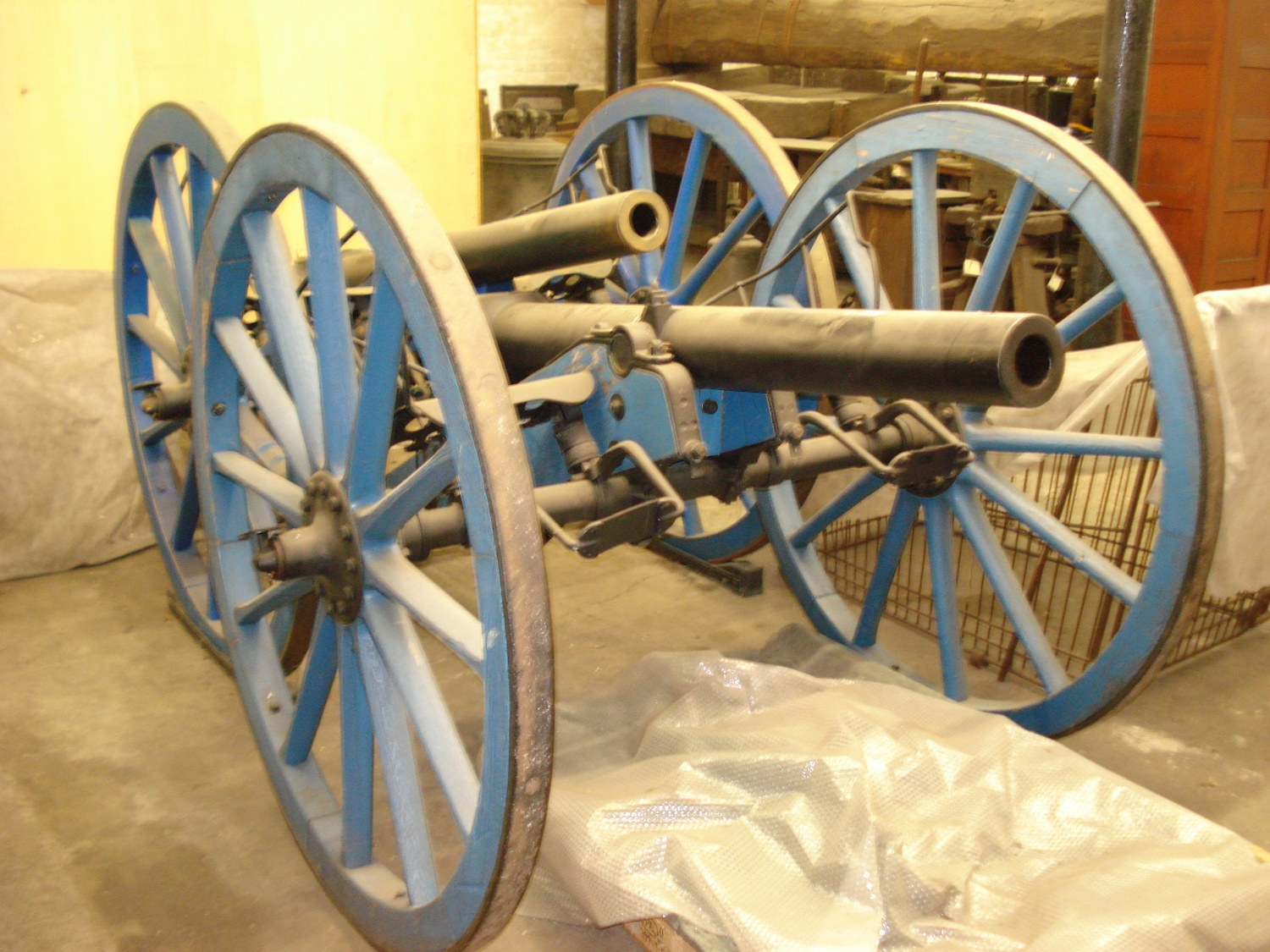
4-Pfünder-Feldkanone C/67 der preußischen Armee aus den 1860er Jahren, gebaut von Krupp

In den 1850er und 1860er Jahren kam es zu einer technischen Fortschrittswelle auf dem Gebiet der Militärtechnik. Im Vergleich zu früheren Zeiten wurde fortan in kürzer werdenden Abständen neue Waffenmodelle in die Armeebewaffnung aufgenommen. Die Umstellung von Vorderlader auf Hinterladerwaffensysteme bei den Handfeuerwaffen oder der Artillerie wurde vollzogen. Die Schussfrequenz, -Reichweite und Genauigkeit nahm stark zu. Die Kommunikationstechnik machte einen Sprung nach vorne, Transportmittel wie die Eisenbahn ermöglichten schnellere Heeresbewegungen. Die Kriegsführung wurde weiter flexibilisiert. Die Zerstörungsfähigkeit der damaligen Armeen wurde insgesamt deutlich erhöht. Die deutschen Armeen befanden sich bei diesen Transformationsprozessen, angeführt von der preußischen Armee, weltweit an der Leistungsspitze.
Heeresvergrößerung und Schritthalten mit der industriell-technischen Entwicklung bildeten fortan systemrelevante Größen. Spätestens seit 1890 ist ein militärisch-industrieller Komplex in Deutschland nachzuweisen. Zunehmend ging es dabei in den Beziehungen von Regierung Armee und Konzernen wie Krupp neben waffentechnischen Lösungen um die Auslastung von Kapazitäten. Es kam zu Monopolbildungen. Die Firma Krupp sicherte sich die Ausrüstung der schweren Artillerie. Heinrich Ehrhardt rüstete seit 1905 die Feldartillerie aus.
Die Armee und stärker die Flotte bildete ein wichtiges Interessenfeld geschäftlicher Monopolinteressen. Interessen der Rüstungsfirmen und die Interessen der Armee waren eng verflochten.

### Militarismus als Massenbewegung im Kaiserreich

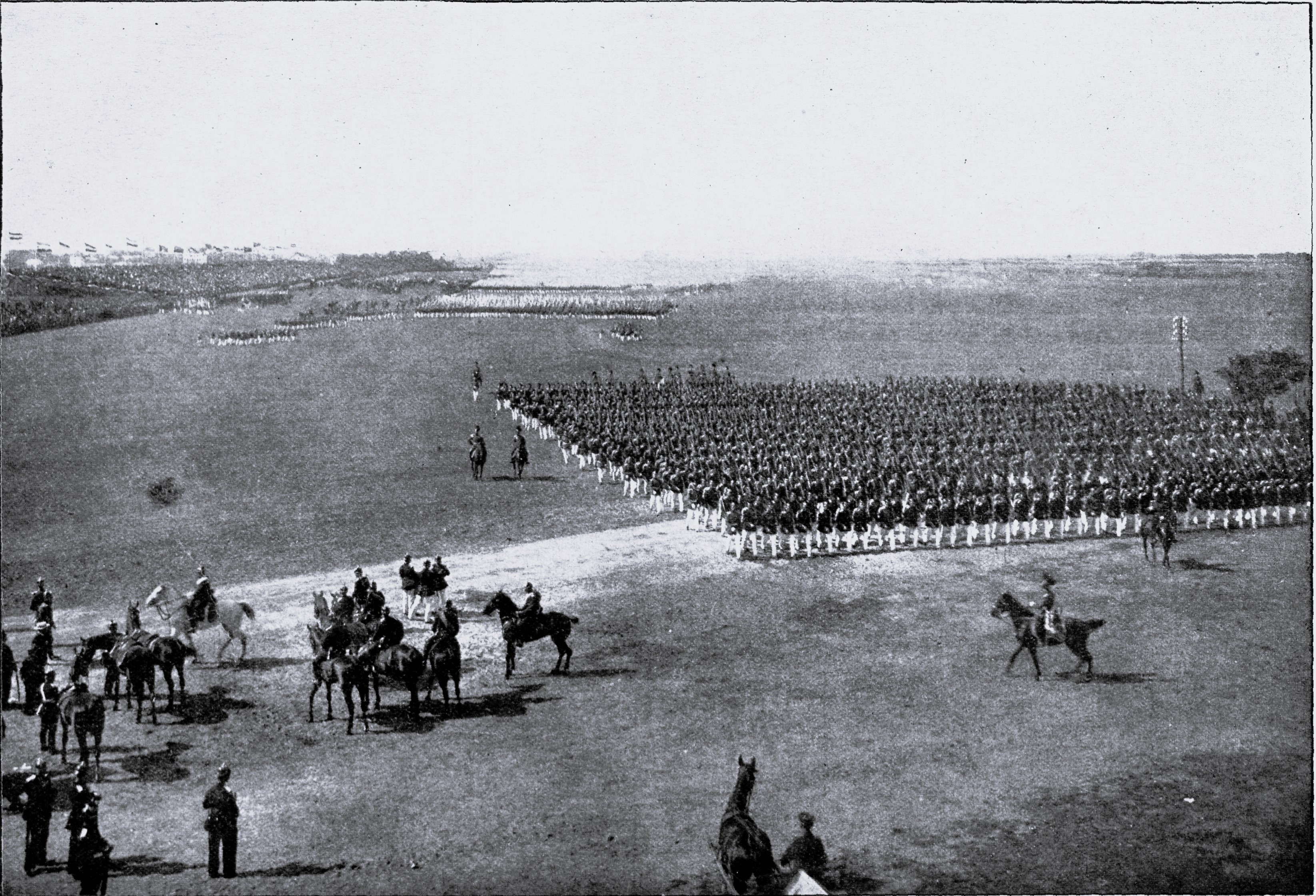
Kaiserparade anlässlich des Kaisermanövers 1911 in Altona

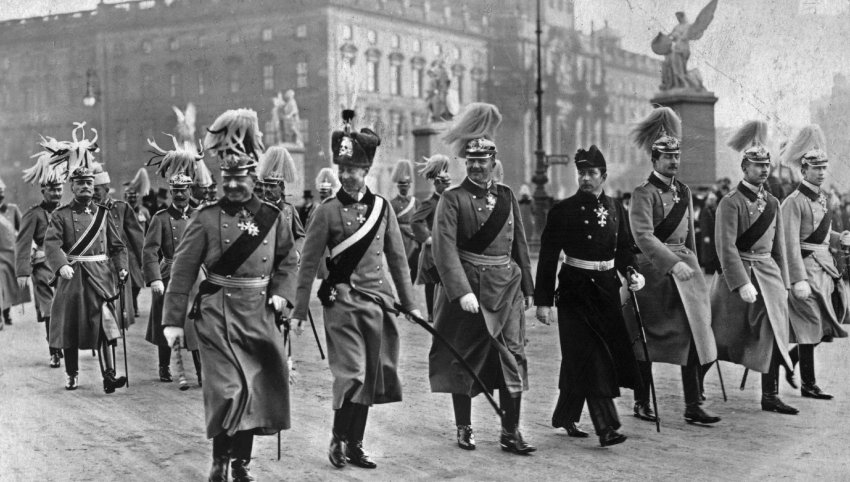
Wilhelm mit seinen Söhnen auf der Schloßbrücke am 1. Januar 1913

Der bis 1849 erfolgreich errichtete und verteidigte strukturelle Militarismus in Preußen blieb auch in der Folgezeit der Hochindustrialisierung erhalten und konnte bis zum Zusammenbruch des deutschen Militärsystems 1945 nicht mehr erfolgreich von zivildemokratischen Kräften bedroht werden. Es folgte die «klassische Zeit des deutschen Militarismus», die von 1871 bis 1945 anhielt und den Höhepunkt der Entwicklung dieser sozialen Formierung darstellte. Als neue Binnenströmung des deutschen Militarismus etablierte sich der „bürgerliche-nationalistische Militarismus“. Dieser war gegenüber dem bisherigen feudal-konservativen Ansatz, der unter anderem von Bismarck getragen wurde egalitär statt elitär ausgerichtet. Außenpolitisch setzte diese Strömung nicht auf den Status quo, sondern auf Expansion.
Die industrielle Massenfertigung von Waffen, die stetige Vergrößerung der Bevölkerung mit wachsenden Zahlen an Wehrpflichtigen, neue Technologien, die stärkere Durchdringung der Gesellschaft durch immer mehr staatliche Institutionen führte zu einem Paradigmenwechsel. Die Zentralisierung militärischer Planung durch den Generalstab in der zweiten Hälfte des 19. Jahrhunderts und die Einbeziehung immer größerer gesellschaftlicher Ressourcen führten zu einer wachsenden Bedeutung der militärischen Rolle in den staatlichen Planungen. Die Grenze zwischen Militär und Politik wurde brüchiger. Letztlich führte die Konzeption von Kriegen mit Millionenheeren um 1900 zu einer generellen Ausweitung der Kriegszone. Alle staatlichen und gesellschaftlichen Ebenen wurden in die militärische Sphäre inkorporiert.
Der feudal-militaristischen (alten, ostelbischen) Elite gelang es, das Großbürgertum über die Institutionen des „Einjährigen“ und des „Reserveoffiziers“ zu integrieren. Dafür kam das gewachsene nationale Prestige des Militärs durch den Sieg über Frankreich und die Kaiserkrönung in Versailles zugute.
Es gelang auch, die bäuerliche Bevölkerung und die Arbeiterklasse einzubinden. Das Mittel dazu war die allgemeine dreijährige Wehrpflicht. Der autoritäre, nationalistische Drill vermittelte einen großen Teil der Gesellschaft die von der alten Elite gewünschten militaristischen Orientierungen und Wertvorstellungen. Krieg wurde als ein Element der von Gott gewollten Ordnung dargestellt, die nicht steuerbar, und daher Krieg letztlich auch unvermeidbar war. Auch Frauen stellten sich ganz überwiegend in den Dienst der ‚nationalen Sache‘. Pazifismus im heutigen Sinne spielte in dieser Gesellschaft keine nennenswerte Rolle. Auch die antimilitaristischen Diskussionen innerhalb der Arbeiterbewegung zielten nicht auf eine gewaltfreie Lösung von Konflikten.
Gesellschaftlich entstand ein hohes Maß an struktureller Misshandlung von hierarchisch höherstehenden gegenüber niedriger stehenden Personen. Soldaten konnten seelisch und körperlich gequält, drakonisch bestraft und für ihr Leben beschädigt werden. Im Militär wurde diese Form der bedingungslosen Unterordnung als Schikanierung im Rahmen des Wehrdienstes strukturell gelebt. Das Alltagsbewusstsein der Deutschen war bestimmt vom Glauben an die Armee und an soldatische Tugenden. Misshandlungen wurden allgemein toleriert und als tolerabel empfunden. In der deutschen Öffentlichkeit wurden zumindest durch die SPD die Auswüchse des Militarismus behandelt. Ein Beispiel gab August Bebel 1890 in einer Reichstagsrede zum Schicksal eines zum Invaliden misshandelten Rekruten, der von seinem Vorgesetzten gezwungen wurde, seine Hand so lange in heißes Wasser zu legen, bis das Fleisch von den Fingern hing. Aufgrund solcher Auswüchse desertierten bis zu 20.000 junge Männer Jahr für Jahr. Viele Rekruten zogen den Suizid der Schikane vor. Die überwiegende Mehrheit aller sozialen Schichten machten sich aber die Willkürgesetze und den Machtanspruch der militärischen Kaste schließlich zu eigen.
Nach Bismarcks Abgang gewann in der deutschen Reichs- und Gesellschaftspolitik eine Mischung aus psychotisch-maskulinistischer Fehlwahrnehmung der bestimmenden männlichen Eliten in Politik, Wirtschaft und Zivilgesellschaft die Oberhand. Deutschland war plötzlich in der Zeitbetrachtung dieser handelnden Akteure gefährdet. «Es war umgeben von Feinden und konnte niemanden trauen». Diese Haltung wurde zur allgemeinen Überzeugung. Im Generalstab empfahlen Falken wie zum Beispiel Graf Waldersee Präventivkriege, um die Initiative zu behalten. Mitgliederstarke außerparlamentarische Organisationen wie der Alldeutsche Verband, der Wehrverein, der Flottenverein trommelten für die Aufrüstung zu Land und zu Wasser. Beide seit den 1890er Jahren ausgeprägte Militarismusströmungen, der alte feudal-konservative und der neue bürgerlich-nationalistische wetteiferten in der Innenpolitik um den bestimmenden Einfluss auf Armee und Politik. Schließlich gewann der neuere Militarismus die Oberhand und bestimmte fortan maßgeblich Außen- und Innenpolitik. Dieser neuen Strömung fehlte ein stimmiges außenpolitisches Konzept. Durch seine irreführende Binnenlogik entstand eine programmatische Rhetorik, die den Eindruck hinterließ, das Deutschland allein in der Welt wäre. Da die Wirklichkeit eine andere war und die Gegenreaktionen des Auslands regelmäßig zu kleinlauten Rückzugserscheinungen dieser Gruppierung führte, entstand so ein gefährlicher «martialischer Schlingerkurs» in der Außenpolitik.
Eine groß angelegte Flottenrüstung und stetig anwachsende Landstreitkräfte vergrößerten die Zahl uniformierter und bewaffneter Kräfte immer weiter. Das Reich besaß eine ambitionierte und sich selbst als unbesiegbar sehende militaristische Kaste, die einen großen Krieg herbeisehnte. Für die Generalität war der Krieg ein probates politisches Mittel zur Lösung äußerer Probleme. Die Bismarcksche Einigungspolitik, die den Krieg als Lösungsstrategie vorsah („Blut und Eisen“), hatte dieses Denken auch in der Bevölkerung etabliert. Demnach war für die Deutschen das Vorhandensein eigener Macht und Stärke wichtiger als der Rechtsgedanke. Das gesamte Volk vertraute auf die Stärke der deutschen Armeen. Damit provozierte das Reich wiederum entsprechende Reaktionen der anderen großen Mächte. Es kam zu einer Verkettung der Ereignisse, die auch international zu einer zunehmenden Rüstung und Kriegsbereitschaft führten.

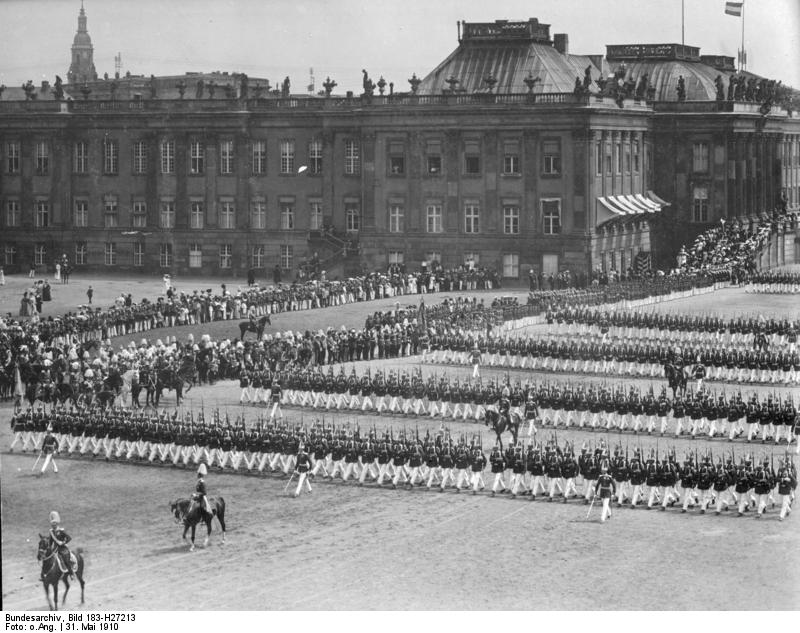
Potsdam, Frühjahrsparade vor Stadtschloss

Die zeittypischen Erziehungsideale und Sozialisierungsformen bezogen militärische Bilder und Formen ein. Befürworter der Militarisierungsthese zählen dazu folgende verbreitete gesellschaftliche Gewohnheiten:
- Kinderstube mit Soldatenspiel, Zinnsoldaten, Kanonen, ganze Garnisonen in Kleinformat
- Trommelwirbel und Säbelrasseln begleiteten jede Denkmalenthüllung, jede Einweihung oder Eröffnung[20]
- Gestaltung der Interaktionsmuster zwischen Behörden und Bürgern nach dem Modell von Befehl und Gehorsam
- militarisierte Umgangsformen in den Studentenverbindungen des Kaiserreichs: z. B. ritualisiertes Trinken (Kneipen), ein militärischer Ehrenbegriff, ständige Kampfbereitschaft und Mutproben (Mensuren fechten)[21]

Zum Wehrdienst eingezogen wurden im Kaiserreich in der Regel nur gut die Hälfte eines Jahrgangs. 1913 besaß das Deutsche Reich bei einer Bevölkerungszahl von 68 Millionen Einwohnern eine Streitkraft von knapp 900.000 Soldaten. Relativ gesehen etwas weniger als im Vergleich zu Frankreich, das bei einer Bevölkerung von 40 Millionen eine Streitmacht von 845.000 Soldaten unterhielt.
Der Soldatenstand gewann in der Bevölkerung eine Aura, die durch besonders hohe Achtung, Respekt, Ehrfurcht getragen wurde. Überall hatten Uniformträger durch ihre Uniform an sich eine quasi hierarchisch höherstehende Position inne. Das stilistische Auftreten eines Uniformträgers, gekennzeichnet durch eine stramme Haltung, zackige Begrüßungen aber auch eine abgehackte und unnatürliche gepresste Stimmlage und Sprechbewegungen bestimmte das Männlichkeitsbild und das Bild des typischen Deutschen in der Welt zu dieser Zeit. Militärparaden, Kaisermanöver und Stapelläufe von Schlachtschiffen wurden zu gesellschaftlichen Ereignissen und begeisterten die Bevölkerung. Der Tonfall Wilhelms II. in seinen Reden wurde immer aggressiver und enthielt teils direkte, teils indirekte Aufrufe zum Töten anderer („feindlicher“) Personengruppen.
Nachfolgend ein Zitat aus der Hunnenrede Wilhelms II.

„Kommt ihr vor den Feind, so wird derselbe geschlagen! Pardon wird nicht gegeben! Gefangene werden nicht gemacht! Wer euch in die Hände fällt, sei euch verfallen! Wie vor tausend Jahren die Hunnen unter ihrem König Etzel sich einen Namen gemacht, der sie noch jetzt in Überlieferung und Märchen gewaltig erscheinen läßt, so möge der Name Deutscher in China auf 1000 Jahre durch euch in einer Weise bestätigt werden, daß es niemals wieder ein Chinese wagt, einen Deutschen scheel anzusehen!“

Im Herbst 1906 führte die in den Medien stark beachtete Tat des Hauptmanns von Köpenick der deutschen und internationalen Öffentlichkeit die problematische Bedeutung vor Augen, die der Militarismus in Deutschland gewonnen hatte. Die Zabernaffäre im Dezember 1913 mobilisierte in Deutschland noch einmal eine beträchtliche Opposition gegen die übermächtige Rolle des Militärs in Staat und Gesellschaft. Diese blieb aber eine Minderheit und konnte am Vorabend des Ersten Weltkriegs gegen die in großen Teilen des neudeutschen Bürgertums verbreitete militärische Gesinnung, die mit aggressiv-chauvinistischer Sprache und imperialistischen Weltherrschaftsvorstellungen einherging, nicht die Initiative gewinnen.
Dass es zu einer solchen Zuspitzung kam, lag an dem sich ausbreitenden politischen Darwinismus, der zeitgleich auch in den anderen europäischen Staaten vorherrschte. Verschlimmert wurde dies noch durch die Entwicklung von Theorien militanter Geografen und Nationalökonomen, die das Konzept vom Lebensraum einführten aber auch durch Nietzsches Lebensphilosophie mit der Verherrlichung des willensstarken Herrenmenschen. Passivität und Feigheit galten nun als sündhaft. Pazifismus und Humanität wurden an den Rand gedrängt. Die europäische Publizistik dieser Zeit wünschte sich das große „Stahlbad“ mit aufwühlenden Abenteuern sehnlichst herbei.

### Zuspitzung und Erster Höhepunkt im Ersten Weltkrieg

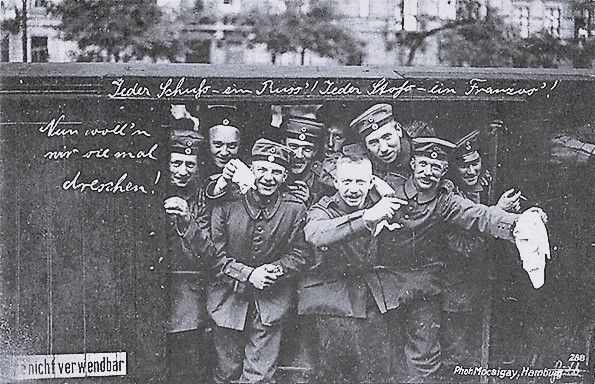
Truppentransport an die Front August 1914

Im Spätsommer 1914 erfüllten sich im Zuge der Julikrise die Wünsche der „Massen“, und es kam zum so genannten Augusterlebnis. Die paranoide Wahrnehmungsperspektive des gesamten deutschen Volkes sah zu diesem Zeitpunkt eine Einkreisung Deutschlands. Es gab ein kollektives Gefühl, umstellt zu sein «von lauter Feinden, die es alle auf einen abgesehen haben». Der permanent ausgerufene Ausnahmezustand, der als Belagerungszustand von öffentlichen Stellen und der Publizistik konstruiert wurde (sog. Burgfrieden), setzte die Legislative außer Kraft. Die Masse der Zivilisten wurden an der Heimatfront geistig indoktriniert. Die kritisch aufeinander bezogenen Sprechakte des öffentlichen Diskurses endeten, und es setzte ein ideologischer Gleichsprech ein, der in der geistigen Wahrnehmung alle Deutschen «zu einem einzigen Heer» verschmelzen ließ.
Der Krieg selbst durchdrang alle gesellschaftlichen Schichten. Neben der Mobilmachung von Millionen deutscher Männer erfuhr die Wirtschaft eine Umstellung auf die Kriegsbedürfnisse. Versorgungsengpässe führten an der Heimatfront zu Mangelerscheinungen bis hin zu Hunger. Kriegspropaganda bestimmte weiter die deutsche Öffentlichkeitsmeinung.
Die militärische Elite setzte auch darauf, die politische Macht an sich zu reißen. Moltke der Ältere forderte 1870/71, das das Militär im Krieg völlig unabhängig von der Politik agieren können muss. Die Militärführung baute parallele Strukturen zur staatlichen Administration auf. Während des Kriegs hatte faktisch die Oberste Heeresleitung die politische Kontrolle inne. Das Reich rutschte in eine Militärdiktatur ab.

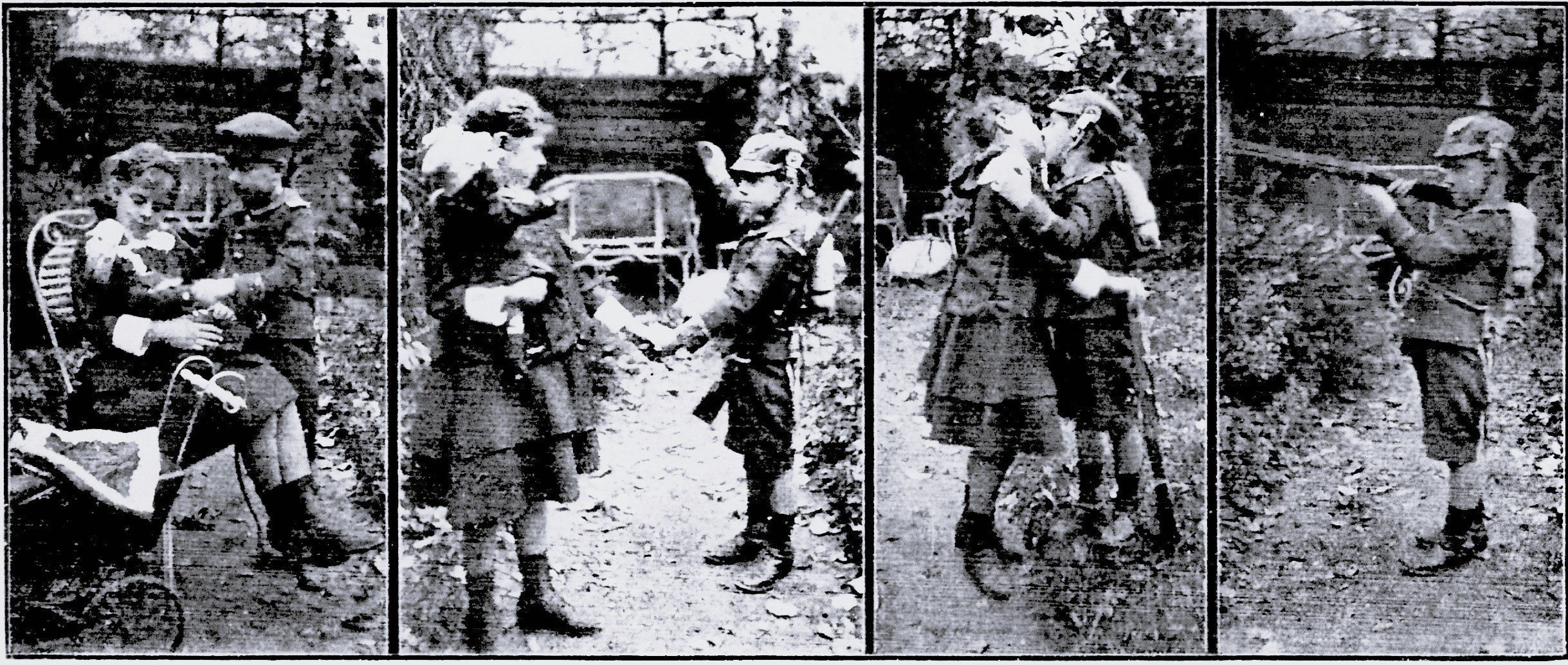
Abschied des kleinen Landwehrmannes

Persönlichkeiten die sich im Krieg auszeichneten wurden zu Helden stilisiert und erfuhren eine massenhaften Verherrlichung mit einer großen Vorbildwirkung für die heranwachsende Kinder- und Jugendgeneration, die dem Kriegsruhm nacheiferten. Solche „Helden“ wurden Paul von Hindenburg (der Held von Tannenberg), Max Immelmann, Manfred von Richthofen, Paul von Lettow-Vorbeck oder Otto Weddigen, der binnen weniger Minuten drei große britische Kriegsschiffe versenkte und damit den Tod von 1500 Menschen verursachte. Entsprechende romantisierende und glorifizierende Kriegsliteratur wie Felix Graf Luckners „Seeteufel“ hatten einen nachhaltigen Rekrutierungs- und Nachahmungseffekt auf nachfolgende Generationen heranwachsender männlicher Jugendlicher. Auch die martialische und gewaltaffine Kriegspropaganda («Jeder Schuss ein Russ, jeder Stoß ein Franzos, jeder Tritt ein Brit») die strukturell die Gewaltaffinität im Volk förderte, trug zu einer ungünstigen Sozialisierung und Vermittlung von gewaltbejahenden Selbstbildern der jungen aufwachsenden männlichen Generation bei. Militärisch geprägt war auch der Jungdeutschland-Bund. Die bürgerliche Jugendbewegung, sowohl der Wandervogel als auch andere jugendbewegte Gruppen, zeigte sich überaus bereit, den Weltkrieg nicht nur als vaterländische Pflicht, sondern auch als „große Fahrt“, als Aufbruch in eine neue Zeit und als jugendbewegte, körperliche wie geistige Bewährung zu interpretieren. Über freiwillige Kriegsmeldungen wollten die Jugendbewegungen vorbildhaft auf die Gesellschaft einwirken. In dem Kontext wurde der Mythos von Langemarck geboren.

„Der Tag von Langemarck wird in alle Zeiten ein Ehrentag der deutschen Jugend bleiben. […] Wohl fielen an ihm ganze Garben von der Blüte unserer Jugend […]; aber den Schmerz um die tapferen Toten überstrahlt doch der Stolz darauf, wie sie zu kämpfen und zu sterben verstanden.“

Auch dieser militaristische Kult wirkte sich wieder für nachgeborene Jahrgänge sozialisierungsformend aus.
Die Schlüsselfigur der spätwilhelminischen Gelehrtengeneration Werner Sombart verfasste während des Krieges 1915 die Schrift Händler und Helden, in der er dem Primat der militärischen Interessen im Land huldigte.

„Alles, was sich auf militärische Dinge bezieht, hat bei uns Vorrang. Wir sind ein Volk von Kriegern. Den Kriegern gebühren die höchsten Ehren im Staate.“

Auf diese ideologisch motivierten Zuspitzungen reagierte das nun teilweise bereits im Kriegszustand befindliche Ausland zunehmend ablehnender. Es verstand das zeitgenössische Deutschland auf der Abkehr von seinem christlichen-humanistischen Erbe hin zu einer zivilisationsfeindlichen barbarischen Kraft. In England wurde beispielsweise das preußisch-deutsche militärische System als verbrecherisch gesehen und der Kampf dagegen als zivilisatorisch moralisch legitimiert. Der Historiker und Publizist Henry Wickham Steed formulierte ausgehend von der Annahme eines deutschen Gesinnungsmilitarismus das Programm „Changing Germany“.

### Paramilitarismus und Revanchismus nach dem Ersten Weltkrieg

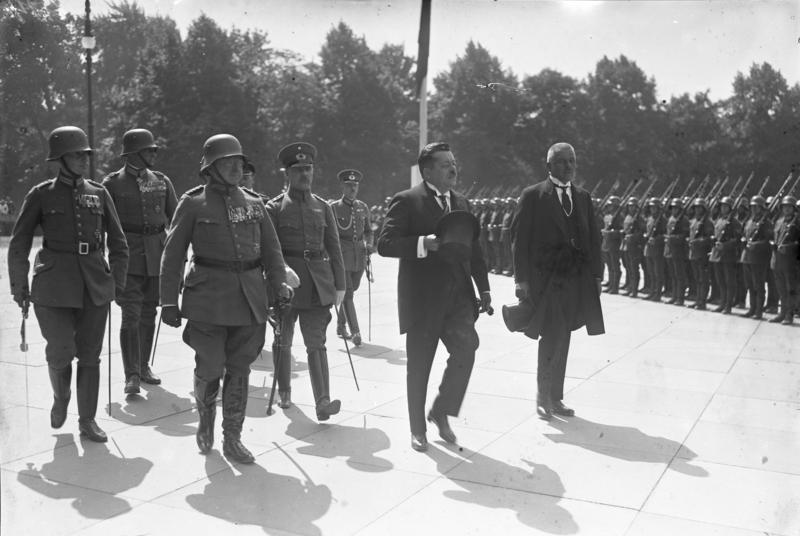
Reichspräsident Friedrich Ebert beim Abschreiten einer Ehrenkompagnie auf dem Platz der Republik in Berlin 1923

Nach dem Waffenstillstand befand sich ein Millionenfaches Heer im Abrüstungsprozess. Ein in den Kriegsjahren zivilisationsentwöhntes Millionenheer von emotional abgestumpften und enthemmten Frontkämpfern kehrte in die Heimat zurück und erlebte einen niederschmetternden Umwälzungsprozess aller gesellschaftlichen Bereiche. Politisch blieben diese kampferfahrenen Massen heikel und für die Zentralregierung gefährlich. Letztlich kam es zur Bildung von extremistischen Kampfvereinigungen, die als private Freikorps auf eigene Rechnung in den politischen Prozess eingriffen. Rechtsnationale Freikorps aber auch linksradikale Gruppierungen wie die Rote Ruhrarmee führten auch außerhalb der staatlichen Sicherheitsorgane militaristische Strukturen fort. 1920 fand der Kapp-Putsch statt, ein Putschversuch gegen die republikanische Regierung von unzufriedenen Angehörigen der Streitkräfte. Nach diesem Ereignis traten einige der radikaleren Militaristen und Nationalisten der NSDAP Adolf Hitlers bei, während moderatere sich stattdessen der Deutschen Volkspartei (DNVP) anschlossen. 1923 fand der Hitlerputsch in München statt. Während ihres gesamten Bestehens (1918–1933) blieb die Weimarer Republik vom militaristischen Nationalismus bedroht, da viele Deutsche der Ansicht waren, der Vertrag von Versailles habe ihre militaristische Kultur gedemütigt. Es gab große rechtsmilitaristische und paramilitärische Massenorganisationen wie den Stahlhelm, Bund der Frontsoldaten sowie illegale Untergrundmilizen wie Freikorps und Schwarze Reichswehr. Bereits 1920 gegründet, stieg aus den beiden letztgenannten bald die Sturmabteilung (SA) auf, die paramilitärische Abteilung der NSDAP. Sie alle waren verantwortlich für die politische Gewalt der sogenannten Fememorde und für die allgemeine bürgerkriegsähnliche Atmosphäre bis 1923. Die von diesen Gruppen ausgehende Gefahr reduzierte sich erst nach dem Krisenjahr 1923, als sich die innenpolitische Situation der neuen Republik insgesamt stabilisiert hatte und Normalität zurückkehrte.
Der staatlich getragene deutsche Militarismus setzte sich auch nach dem Ersten Weltkrieg und dem Sturz der deutschen Monarchie in der deutschen Revolution von 1918–19 fort, trotz alliierter Versuche, den deutschen Militarismus mittels Rüstungsbeschränkungen durch den Vertrag von Versailles zu zerschlagen. Um den politischen Einfluss auch nach dem Kriegsende zu bewahren, verbreitete die im Oktober 1918, durch die Revolutionsereignisse bedingten Befehlsverweigerungen im deutschen Heer, machtlos gewordene OHL erfolgreich die Dolchstoßlegende. Ein allgemeiner Revanchismus fand daraufhin breiten Widerhall in der deutschen Bevölkerung.
Das wilhelminische und ihm nachfolgende Offizierskorps der Weimarer Zeit hatte weder die Niederlage von 1918 noch seine Entthronung als Hohe Schule und höchster Ausdruck der Deutschen Nation verwunden. Es wünschte die Wiederherstellung des alten Glanzes. Trotz von außen festgelegter Rüstungsbeschränkung blieb die Reichswehr ein Staat im Staate und besaß ein kaum zu unterschätzendes politisches Eigengewicht. Breite konservative Kreise aber auch die Führung der Reichswehr planten einen Revanchekrieg, der weit über eine «Revision von Versailles» hinausgehen sollte. So betrieb die Reichswehr bereits seit Anfang der 1920er Jahre eine „kalte Militarisierung“ der Weimarer Republik, die erst recht unter dem Druck der Reaktion und des autoritären Nationalkomplexes weitere Schichten für militaristische Verseuchung empfänglicher machten. Es ging dabei nicht um spektakuläre Verstöße gegen den Versailler Vertrag, sondern um militärische Routinearbeiten, mit dem Ziel einer Wiederaufrüstung und der Fähigkeit, erneut große Kriege führen zu können. Letztlich betrieb Hans von Seeckt eine Führung, die alten Wein in neue Schläuche füllen wollte, die die alte kaiserliche Armee in die neue Republik transformieren wollte. Traditionslinien konnten sich fortsetzen bei gleichzeitig abgebrochenen Teilidentitäten.
Den gesellschaftlichen Militarismus der 1920er Jahre wiesen der Politiker Ludwig Quidde oder der Pädagoge Friedrich Wilhelm Foerster und auch der Historiker Franz Carl Endres oder Eckart Kehr mit ihren Arbeiten über Rüstung, Eliten und Mentalitäten nach. Der Mathematiker und politische Schriftsteller Emil Julius Gumbel veröffentlichte bereits in der Weimarer Zeit vertiefende Analysen zur das deutsche öffentliche Leben prägenden militaristischen paramilitärischen Gewalt sowie der Bereitschaft des Staates, wohlwollend darauf zu reagieren, wenn die Gewalt von der politischen Rechten begangen wurde.
Elemente einer neuen pluralistischen differenzierten Gesellschaft, wie Jugendbewegungen, Bürgerbewegungen fortschreitende Industrialisierung, soziale Emanzipation stärkten die gesellschaftliche Dynamik und stießen auf Konkurrenz zu den traditionellen Werten und sozialen Hierarchien. Die Stellung des Militärs in der Gesellschaft wandelte sich nicht dadurch. Im Gegenteil, es behielt seine herausgehobene Funktion, auch weil es neben den anderen staatlichen Institutionen, sich die Attribute der neuen Zeit wie die demonstrative Akzeptanz der technischen Revolution zu eigen machte. Gleichzeitig wurde die Sozialstruktur des Heeres aus der Kaiserzeit konserviert. Das feudal-adelige Element konnte sich weiterhin im Offizierskorps halten. Die Ausrichtung des Offizierkorps war amtlich als Programm vom „Adel der Gesinnung“ beschrieben worden. Es distanzierte sich zu Parlament und Demokratie.

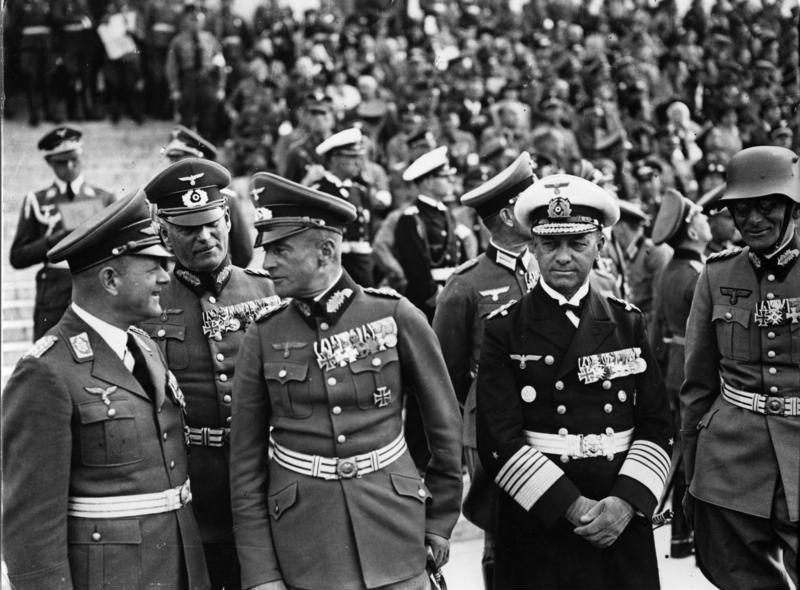
Die Wehrmachtführung beim Reichsparteitag der NSDAP 1938 (Milch, Keitel, v. Brauchitsch, Raeder, v. Weichs)
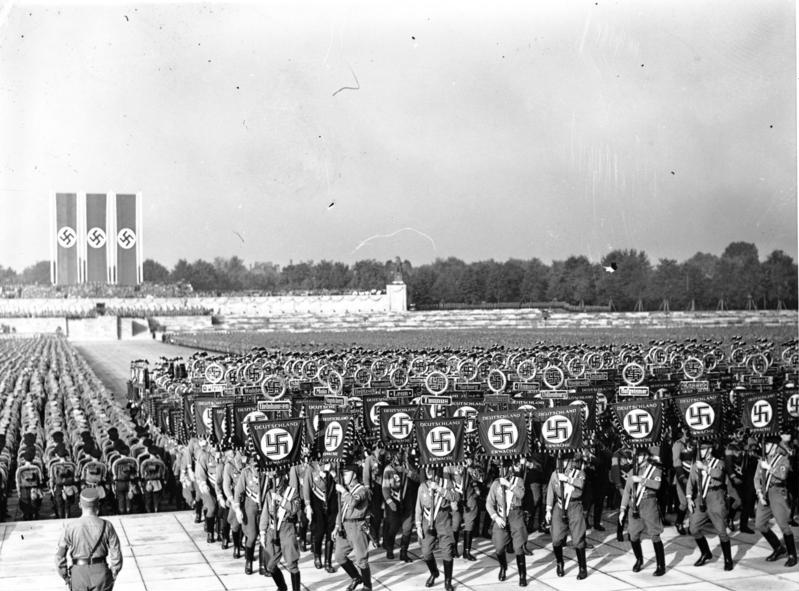
Militarismus im Dritten Reich
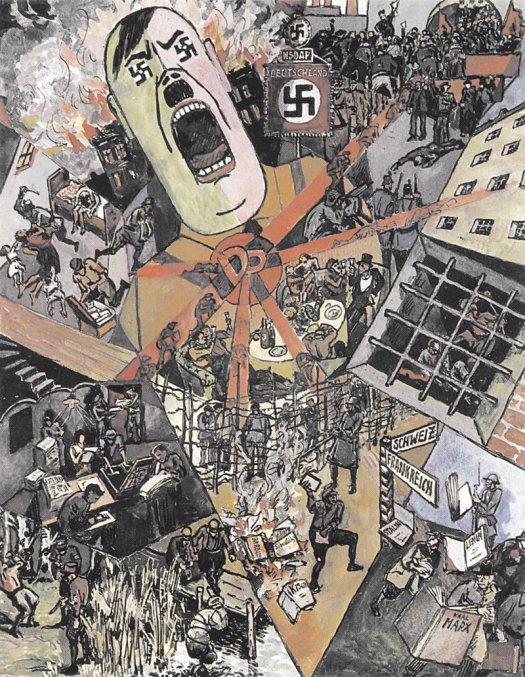
Heinrich Vogeler: Das Dritte Reich, 1934

### Höhepunkt des Militarismus im Dritten Reich und Nachkriegsjahre
Das Dritte Reich nach der Weimarer Republik war ein stark militaristischer Staat. Der deutsche Militarismus fand in der NS-Zeit seinen zerstörerischen Höhepunkt. Der Wiedereinführung Wehrpflicht mit dem Wehrgesetz vom 21. Mai 1935 folgte die Etablierung großer paramilitärischer staatlicher Organisationen wie die Hitlerjugend, der Reichsarbeitsdienst, die SA, die SS und weitere. Das Heer, Marine und die Luftwaffe wurde bis 1939 zielgerichtet für einen geplanten Angriffs- und Vernichtungskrieg hochgerüstet (Aufrüstung der Wehrmacht). Staat und Gesellschaft entwickelten eine totalitäre und militaristische Grundausrichtung mit einem sehr hohen Durchdringungsgrad. Persönliche Autonomieformen wurden drastisch reduziert und die Kontrolle durch Staatsapparate ausgedehnt.
Das ganze System war schon im Kaiserreich darauf ausgerichtet gewesen, dem heranwachsenden Individuum über die Erziehung, die gewünschten militärischen Verhaltensweisen und die aufopferungsbereite Einstellung zum Staat zu indoktrinieren. Die soziale Militarisierung der deutschen Gesellschaft wirkte sich im Kontext der Untergangsideologie Hitlers fatal aus. Die gewünschte militärische Sozialisation der Kinder und Jugend wurde noch ein mal forciert und systematisiert.
Beispielsweise wiesen bei der Wehrerziehung Kinderlieder die entsprechenden kriegsverherrlichende Texte auf. Heinrich M. Sambeths Liederbuch für die Grundschule „Sonnenlauf“ wird mit dem Horst-Wessel-Lied „Die Fahne hoch“ eröffnet, dem der Spruch:

„Der sich zur Fahne stellt
darf sie nicht lassen.
Wenn auch der Träger fällt:
du musst sie fassen.“

 vorangestellt ist. Als Adressaten gedacht für Erstklässler mit der Botschaft, Symbolik, Sprache und dem Ziel: der Opfertod. Ein weiteres Kinderlied, das nach einem Text von Hermann Claudius von Konrad Ameln komponiert wurde, enthält die Strophe:

„Wir wolln ein starkes einiges Reich
für uns und unsere Erben.
Dafür marschieren wir, ich und du, 
und hunderttausende dazu. 
Und wollen dafür sterben.“

Es gab eine ganze Reihe von Wehrorganisationsformen für Heranwachsende. Die Napola war als prominentes Beispiel besonders für zukünftige Eliten gedacht.

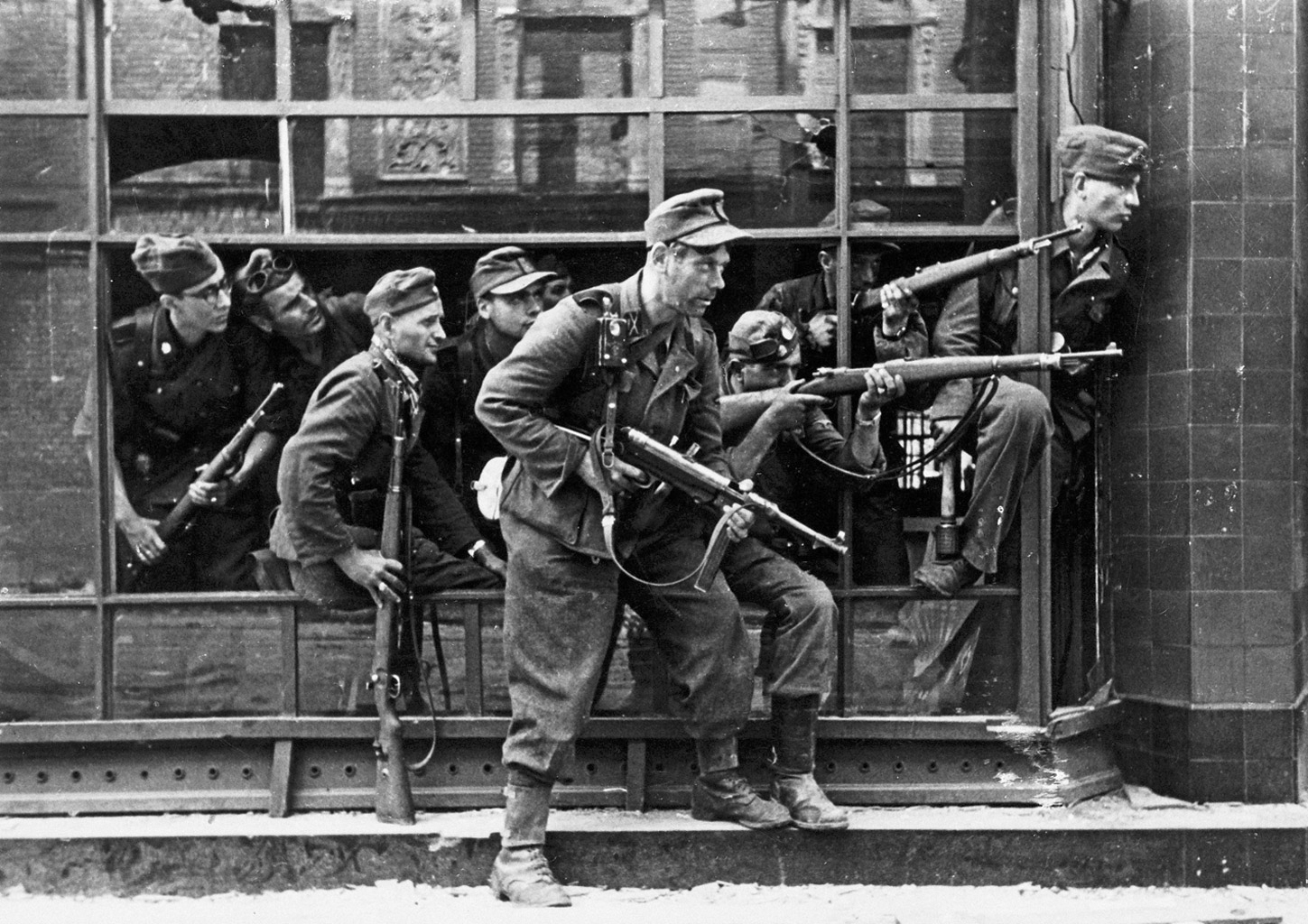
Angehörige der Waffen-SS, darunter Soldaten der Sondereinheit Dirlewanger, in Warschau (August 1944). Der Einsatz der Sondereinheit bei der Niederschlagung des Warschauer Aufstandes kostete 30.000 Menschen das Leben. Die Einheit war für ihre selbst für SS-Einheiten außerordentliche Grausamkeit und Brutalität bekannt. Dazu zählten Massenerschießungen, Folter von Gefangenen, Plünderungen, Vergewaltigungen, Verbrechen an Kindern und Alkoholexzesse.

Dem verbrecherischen Grundcharakter des Regimes entsprechend folgte 1939 der von Deutschland begonnene, bis 1945 dauernde Zweite Weltkrieg. Während des Krieges wurden unzählige Kriegsverbrechen durch Deutsche begangen. Es gab eine extreme Form des Totalen Krieges mit bis dahin nicht gekannten Intensitäten. Die komplette deutsche Gesellschaft, deren einzelne Mitglieder Teile des Wahnhaften Denkens, das von der Staatsspitze ausging, übernahmen, wurde in den Krieg hineingezogen. In der Endphase kamen vermehrt Kinder zum Kriegseinsatz, wobei Tausende von ihnen ums Leben kamen.
Nach seinem Sturz 1945 wurde der Militarismus in der deutschen Kultur als Gegenreaktion zur NS-Zeit drastisch reduziert, und der Alliierte Kontrollrat und später die Alliierte Hohe Kommission beaufsichtigten ein Programm zur versuchten grundlegenden Umerziehung des deutschen Volkes im Allgemeinen, um den deutschen Militarismus ein für alle Male zu stoppen.
Die englischsprachige Publizistik betätigte sich als externer Akteur bei der Spezifizierung der abnormalen deutschen Gesellschaftsausprägungen dieser Zeitperiode von 1815 (Beginn der Abkapselung des Militärs von der Zivilgesellschaft) bis 1945 und identifizierte das Preußentum als die geistige Grundlage des deutschen Militarismus. Dafür wurden in der englischsprachigen Literatur, sowohl der Breitenliteratur aber auch der Fachliteratur, die den deutschen Militarismus beschreibende und charakterisierende Assoziationen gefunden, entwickelt, verbreitet und kontinuierlich wiederholt. Dazu gehörten: Kadavergehorsam, Untertanengeist, Konformismus, Pickelhauben, grimmige und sadistische Junker mit Schmissen im Gesicht aber auch allgemeine Begrifflichkeiten wie Aggression, Expansionslust und Rassismus.
Die deutschen Kriegsverbrecher hielten auf ihren eigenen Anklagebänken nach 1945 in der Regel stets die Argumentation und die zumindest nach außen gezeigte Überzeugung aufrecht, nur auf Befehl gehandelt zu haben. Damit kam ihr aus ihrer Sicht „ungebrochener Korpsgeist“ und auch ihr Treueschwur, insgesamt ihr eigene verstandene soldatische Haltung zum Ausdruck, nach denen sie nur als Soldaten gehandelt hätten und folglich keine Verantwortung für politisch motivierte Handlungen trugen. Dies führte dazu, dass insgesamt eine große Zahl an deutschen Veteranen in den Nachkriegsjahrzehnten eine systematische Apologetik betrieben, die zu einer Mythenbildung und Beschönigung zu einer „sauberen Wehrmacht“ führte, die erst in den 1990er Jahren in der Vorstellung der deutschen Bevölkerungsmehrheit durch entsprechende Aufklärungen, Ausstellungen und Dokumentationen widerlegt werden konnten.

### Kollektive Verarbeitung und Abflauen in der Bundesrepublik Deutschland

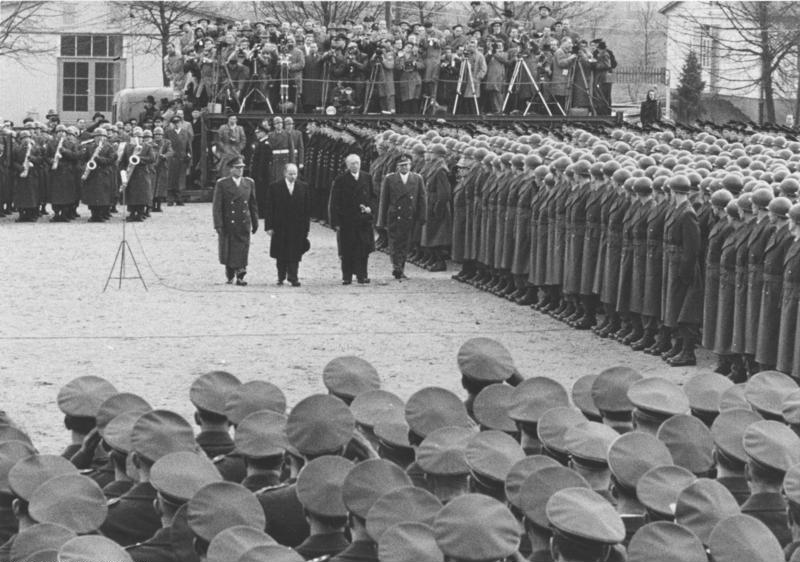
Andernach, Krahnenberg-Kaserne, Adenauer besucht Bundeswehr 1956

Die Katastrophe des Zweiten Weltkriegs führte zu einer Diskreditierung des deutschen Militarismus, da die zweite totale Niederlage innerhalb weniger Jahrzehnte hingenommen werden musste. Eine Apologetik im Sinne einer erneuerten Dolchstoßlegende war damit so gut wie ausgeschlossen. Der Patriarchismus war zwar nach 1945 nicht aufgehoben, ein sich in Militarismus und unabdingbaren Herrschaftsglauben ausdrückender Männlichkeitswahn war fortan allerdings verrufen. Die deutschen Führungsschichten aus der Politik bekundeten eindeutig ihren Willen, einen Schlussstrich unter der militärischen Vergangenheit des Landes zu ziehen.
In der Anfangszeit der Bonner Republik machte sich das hohe militaristische Ausgangsniveau der deutschen Nachkriegsgesellschaft durch seine Mitglieder noch spürbar bemerkbar, wenn auch mit abnehmender Stärke, je älter die Kriegsgeneration und die westlich und freiheitlich-demokratisch geprägte Nachkriegsgeneration (1968er) wurde. So machten sich in der Nachkriegsperiode Tabuisierungen bezüglich der Negation der eigenen Mittäterschaft und Mitläuferrolle in der deutschen Gesellschaft breit. Große Teile der kriegsteilnehmenden Bevölkerung konnten wiederum seit den 1950er Jahren ihre Lebenszustände normalisieren und ihre Spitzen hatten wieder in zentrale gesellschaftliche Positionen zurückgefunden. Darunter und im Zentrum der bedeutenden Institutionen der BRD befanden sich auch prominente Vertreter des Naziregimes. Auch die neugegründete Armee wies ein hohes Maß an personellen Kontinuitäten zur NS-Diktatur auf. 1957 stammten sämtliche 44 Generäle und Admiräle aus der Wehrmacht, überwiegend aus dem Generalstab des Heeres. Ihre normativen Vorstellungen soldatischer Tugenden und militaristischer Traditionen integrierte dieses historisch belastete Führungskorps in die Bundeswehr der 1950er Jahre. Beispielsweise wurden Kasernen nach Soldaten und Offizieren des Dritten Reichs benannt, die auch Kriegsverbrechen begangen hatten.
Die deutschen Veteranen aller Waffengattungen hielten in den ersten Dekaden nach 1945 ein dichtes Netz an Veteranen- und Traditionsverbänden aufrecht. Diese Verbände blieben in der innenpolitischen Bedeutung Westdeutschlands gering, und sie verhielten sich gegenüber dem Bonner Staat loyal (vgl. eines umstrittenen Beispiels: Hilfsgemeinschaft auf Gegenseitigkeit der Angehörigen der ehemaligen Waffen-SS). Forscher gehen von einer Zahl von 1000 bis 2000 solcher Verbände aus. Die Mehrzahl der ehemaligen deutschen Soldaten blieben nach 1945 allerdings außerhalb dieser Verbände. Zwischen 10 und 35 Prozent der deutschen Veteranen waren in diesen Organisationen vertreten. Die Motive der nicht aktiven Veteranen reichten von der Kritik an der militärischen Kultur und einer Ablehnung der Aufrechterhaltung der Erinnerungen an die Kriegsereignisse. Anders als nach 1918 wurde der mit der Kriegsniederlage eingetretene Sinnverlust («Wofür all das?») durch die Kriegsveteranen nicht aggressiv nach außen gekehrt. Es trat anders als nach 1918 kein breiter Revisionismusgedanke mehr auf, während die Solidarität zu den anderen Veteranen aufrechterhalten wurde. Als geschichtspolitische Akteure haben sich die Veteranenverbände in die Entschädigungs- und Versorgungsgesetzgebung der jungen Bundesrepublik eingebracht. Auch die politische Kultur Westdeutschlands in den 1950er Jahren haben sie mit ihrer Deutung der Vergangenheit aktiv mitgeprägt. So wurden die kollektiven Kriegsgeschichten der Veteranen geteilt und wurden damit zu einem integrativen Element bei der Herausbildung eines Selbstverständnisses vieler Deutscher in der Nachkriegszeit. Solche Geschichten drehten sich im Kern um die Erzählungen vom Verlust im Krieg (Sterben, Zerstörung, Verbrechen, aber auch militärische Kriegstaten) und dessen mentale Verarbeitung.
1956 wurden die ersten 1000 Freiwilligen der neugegründeten Bundeswehr einberufen. Der Aufbau der Bundeswehr begann. Jede Übernahme von Struktur- und Ideologiemerkmalen der militärischen Vorläufer der Bundeswehr wurde anhand der negativen Vorurteile gegenüber dem preußisch-deutschen Militarismus und dem Staat-im-Staate-Syndrom gemessen. Das Wiederentstehen eines deutschen Militarismus sollte verhindert werden. Stattdessen entwickelten sich vorwiegend neue Wertmaßstäbe und eine Neuorientierung setzte ein. Die Wehrverfassung des Bonner Staates gründete fortan an auf eine pluralistisch-demokratische Basis. In der Folge erhielten die Reserveoffiziere der Bundeswehr nicht mehr die gleiche privilegierte gesellschaftliche Stellung wie in den deutschen Vorgängerarmeen zuvor. Das Soldatsein wurde zu einem Beruf, der nur noch neben jedem anderen Zivilberuf stand und nicht mehr darüber.
Es zeigte sich, dass die Befürchtungen vieler, der deutsche Militarismus werde sich beim Wiederaufbau einer deutschen Armee wieder entwickeln, unnötig waren. Der Wiederbewaffnung des westlichen Deutschlands im Zuge des sich verschärfenden Kalten Kriegs folgten in den 1960er Jahren bedeutende zivilgesellschaftliche Protestbewegungen, die in den 1980er Jahren in großen Friedensbewegungen mündeten und die sich gegen die groß angelegten Rüstungsprogramme der Zeit richteten. Trotz dessen erreichte die numerische Zahl der Soldaten der Bundeswehr in den 1980ern wieder eine halbe Million Mann.

### „Rotes Preußentum“ in der Deutschen Demokratischen Republik

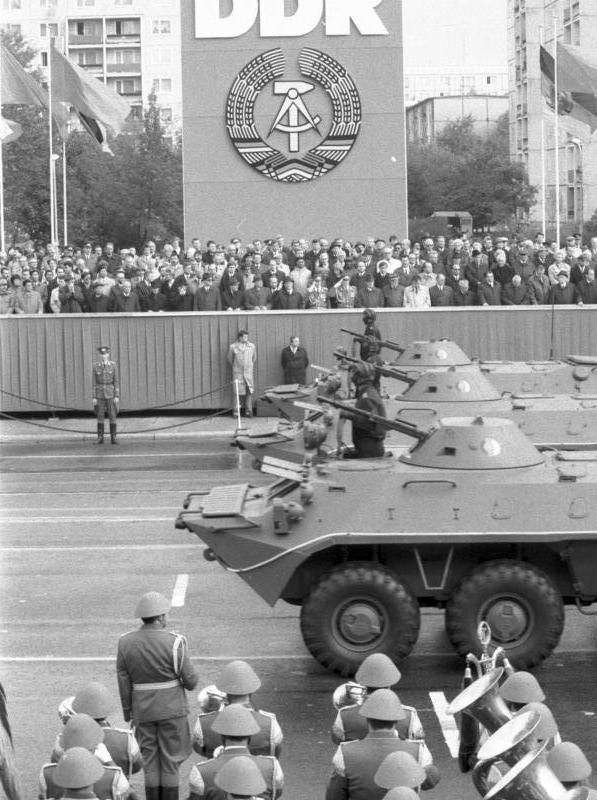
Schützenpanzerwagen 70 der NVA paradieren 1989 am Tag der Republik in Berlin

Nach dem Verständnis der SED-, Staats- und Armeeführung der DDR manifestierte sich im Charakter und Auftrag der NVA ein vollständiger Bruch zu den vorangegangenen deutschen Militärkultur und Streitkräften. Die militärischen Erfahrungen der revolutionären deutschen Arbeiterbewegung und des antifaschistischen Widerstandskampfes, aber auch die Waffenbrüderschaft mit den Bruderarmeen standen fortan im Mittelpunkt der ostdeutschen Militärkultur. Der ostdeutsche Diskurs sah in der kapitalistischen Gesellschaftsform die Ursachen für Imperialismus und den deutschen Militarismus. Ostdeutsche Sozialwissenschaftler analysierten und erforschten insbesondere die Zusammenhänge des Militärisch-industriellen Komplexes (Elitenbündnis aus Partei, Militär, Wirtschaft und Bürokratie) von 1871 bis 1945 und deren personelle Kontinuitäten in der bundesdeutschen Republik. Das sozialistische Regime grenzte sich deutlich von dieser Traditionslinie ab und legitimierte damit seine eigene Existenz, als selbsterklärten Neubeginn und Bruch mit diesen militaristisch-gesellschaftlichen Traditionslinien, ungeachtet aller nachweisbaren personellen Kontinuitäten in den eigenen Reihen. Umgekehrt warfen zeitgleich bundesdeutsche Medienvertreter dem ostdeutschen Regime die Fortführung kollektivistischer Massenkulturformen vor, die ebenso eine Kontinuität der totalitären und bewaffneten Gesellschaftsform des Dritten Reichs darstellte. In der stattfindenden Systemkonfrontation des Kalten Krieges agierten in dieser Thematik beide Seiten sowohl in der Eigenbetrachtung als auch Fremdbetrachtung primär ideologisch und nicht argumentativ-sachdienlich. So vermieden beispielsweise bundesdeutsche Strukturen in den 1950er Jahren aus politischen Gründen und im Kontext der politisch gewünschten Wiederbewaffnung und auf sich selbst bezogen den Begriff Militarismus.
Durch die partielle Übernahme von historischen und mentalitätsgeschichtlichen Merkmalen des 1947 aufgelösten preußischen Staats in den neuen Staat kam in der westdeutschen Publizistik der Begriff „Rote Preußen“ auf, die diese Zusammenhänge bezeichnen sollten. Die DDR-Staatselite übernahm auf dem militärischen Sektor Teile der sichtbaren preußischen Militärkultur, wozu die feldgraue Uniformgebung, Paraden, Militärmusik, Stechschritt und auch der typisch preußische Drill gehörte. Ein wahrnehmbarer Uniformismus blieb in den zivilen Organisationen verbreitet. Zum Beispiel wies die Pionierorganisation gewisse äußerliche und organisatorische Parallelen zur Hitlerjugend auf, ohne allerdings die gleichen Absichten und Motive zu vertreten.
In der aktuellen Geschichtsforschung wird von einer grundlegenden Militarisierung der DDR-Gesellschaft ausgegangen. Etwa 750.000 Personen, rund 10 % der Erwerbstätigen waren in ein Netz militärischer oder paramilitärischer Organisationen eingebunden. Die militarisierte Gesellschaftsstruktur, die 1945 als Grundlage der neuen Machtelite übernommen wurde, setzte sich damit auch im Arbeiter- und Bauernstaat bis 1989 weiter fort. Allerdings führte der hohe Militarisierungsgrad nicht zugleich zu einer aggressiven und gewaltbereiten Gesellschaftsausrichtung, wie im Dritten Reich geschehen. Die Militarisierung der DDR war nicht nach außen gerichtet, sondern nach innen und diente primär der Herrschaftssicherung des Staatsapparats. Die reale Bedrohung durch den Westblock wurde demnach durch Indoktrinierung und Staatspropaganda kanalisiert und für die eigenen politischen Interessen genutzt, große Teile so mobilisiert, gegen ein Feindbild ausgerichtet und indirekt kontrolliert.
Nach Gordon Craig war auch in der DDR in den 1980ern die (innere) Distanz der Bürger zu den militaristischen Phasen der deutschen Geschichte gewachsen. Die ostdeutsche wie auch die gesamtdeutsche Gesellschaft hatte gelernt, dass der Besitz einer Armee für Deutschland als Ganzes in seiner neueren Geschichte nicht zum Guten gewesen war und dass das Militär die Tendenz hatte, ein Staat im Staat zu sein, der den sozialen Fortschritt und die Entwicklung liberaler demokratischer Institutionen behinderte.
Die DDR-Oppositionsbewegung Schwerter zu Pflugscharen war Teil einer globalen Friedensbewegung, die sich gegen Rüstung und Krieg aussprach.
Mit der Ehrenparade der Nationalen Volksarmee zum 40. Jahrestag der DDR 1989 in Berlin endete in Deutschland die „große Zeit der Militärparaden“.

### Weiterer Bedeutungsverlust im vereinigten Deutschland

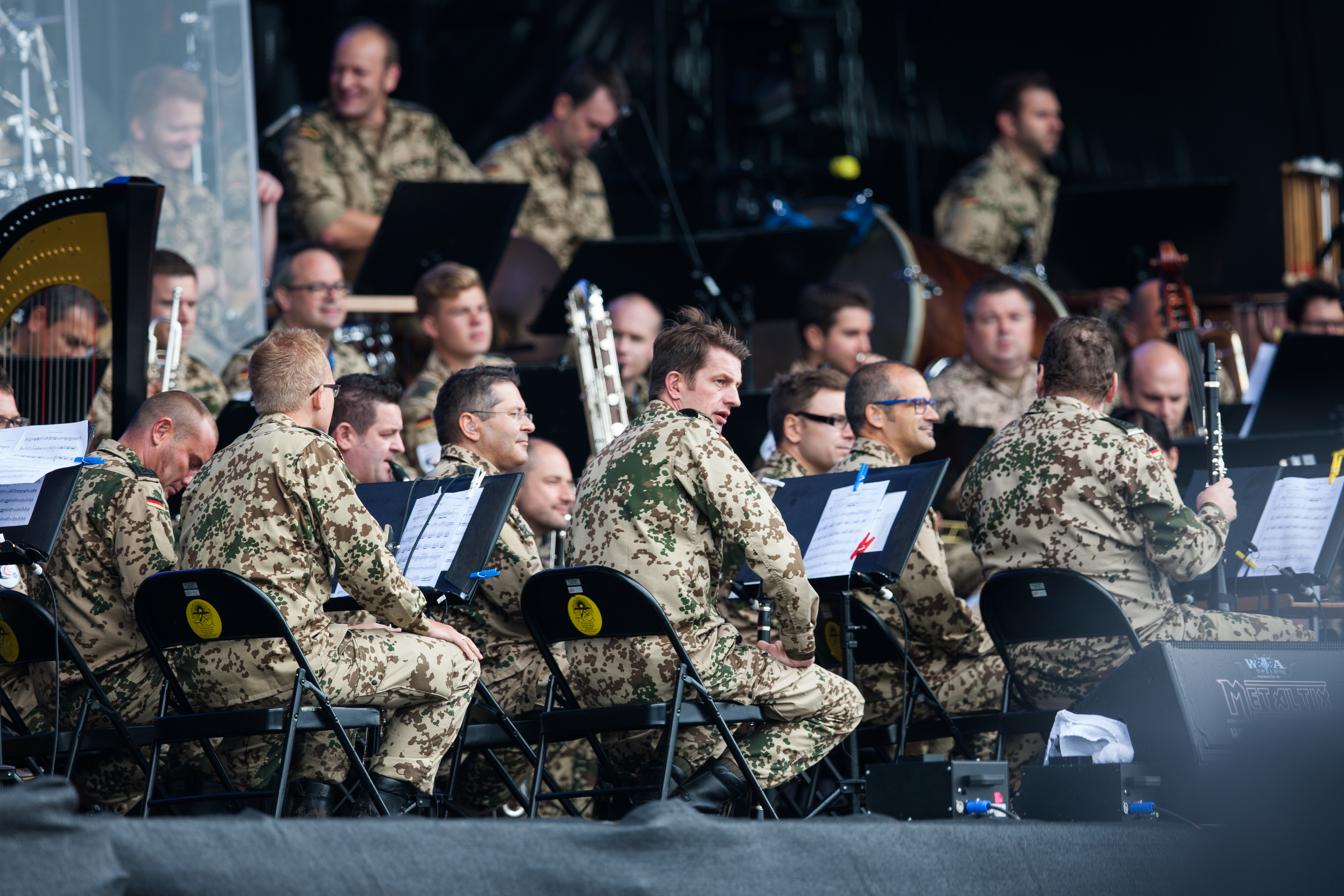
Das Musikkorps der Bundeswehr mit der Band U.D.O. in Wacken (2015). Die militärische Kultur hat sich fortwährend gewandelt und ist heute vielschichtiger und enthält auch rein zivilgesellschaftliche Elemente

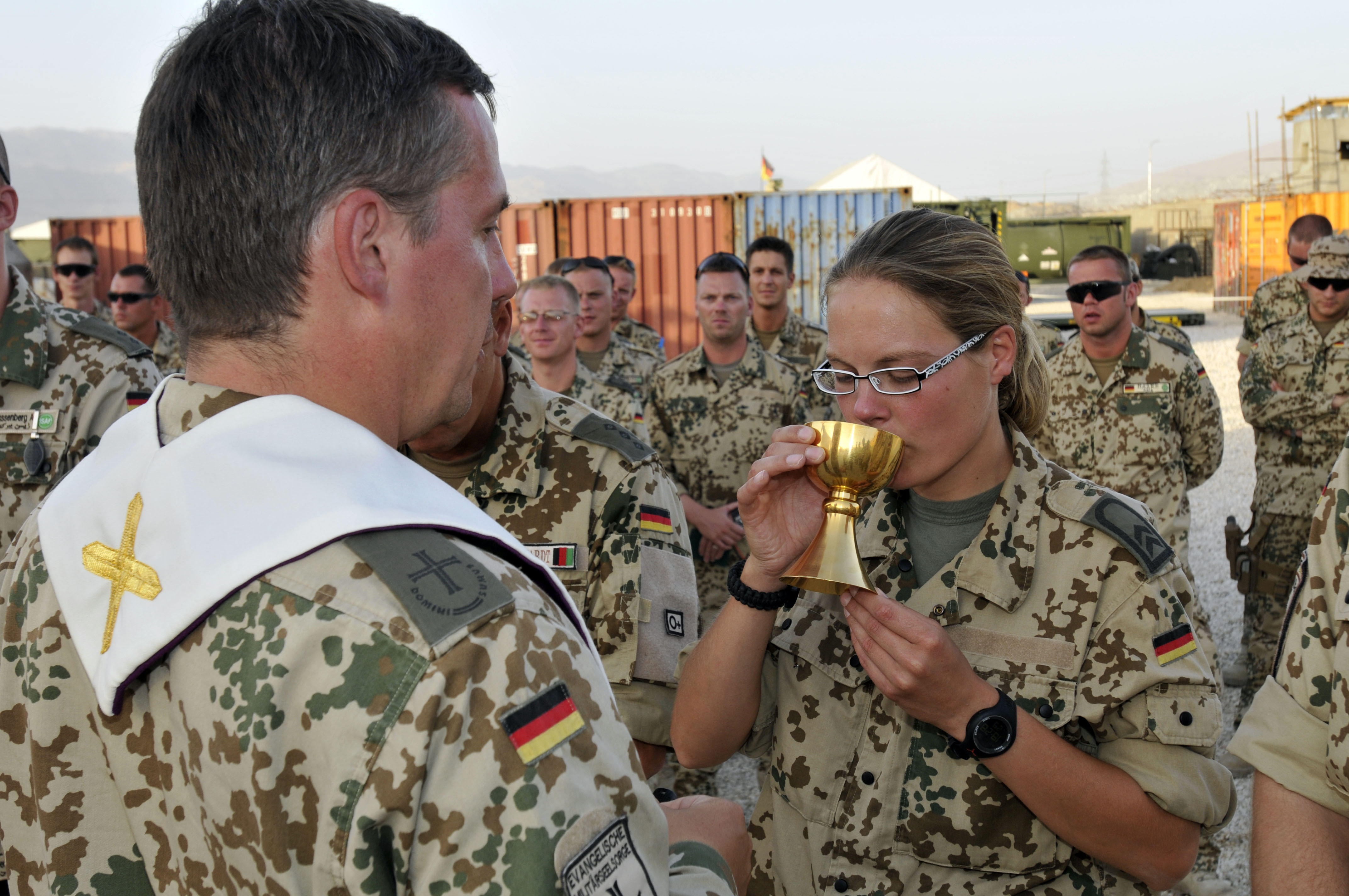
Abendmahl bei der Bundeswehr im Dienstgeschehen

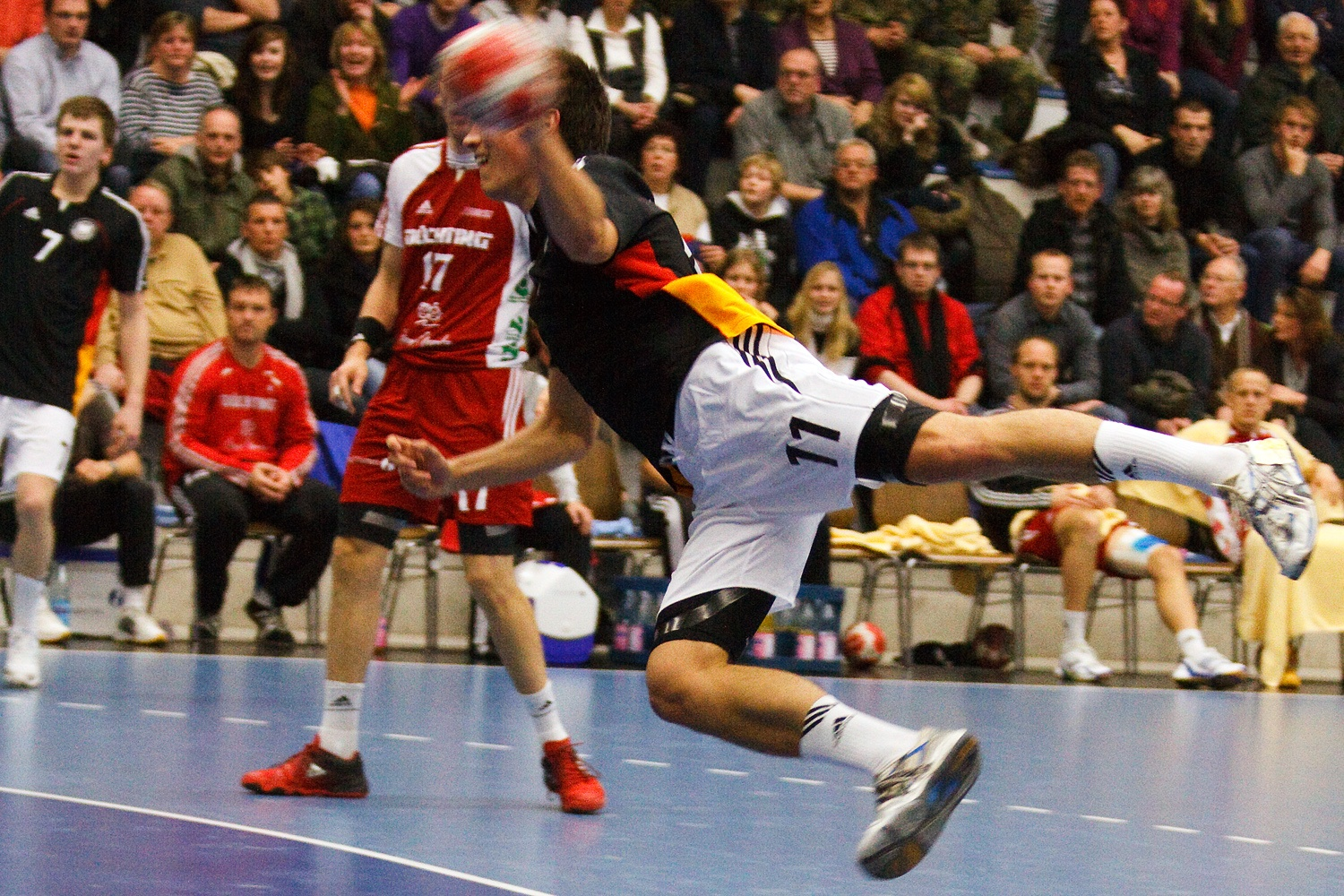
Handball-Testspiel - ASV Hamm - Bundeswehr-Nationalmannschaft

Nach Beendigung des Kalten Kriegs und der Zusammenführung beider deutscher Streitkräfte wurde die Zahl der Militärangehörigen nachhaltig reduziert. Umfangreiches Militärmaterial wurde ausgesondert. Jede neue militärische Ausrüstungsgeneration blieb bis heute numerisch deutlich unter der auszusondernden Waffen- oder Ausrüstungsfamilie. Von einstmals zehntausenden Panzern (einschließlich der Besatzungsmächte) auf gesamtdeutschem Gebiet in den 1980er Jahren verblieben im Jahr 2019 deutlich weniger als 1000 dieser Großkampfgeräte. Auch die Zahl der ausländischen Truppen ist inzwischen auf eine Zahl von wenigen zehntausend Soldaten gesunken. Großflächige Truppenübungsgebiete wurden für den Zivilbereich wieder geöffnet. Sehr viele Garnisonsstandorte wurden dauerhaft geschlossen. Die Wehrpflicht wurde 2011 ausgesetzt. Dadurch hat sich im Erscheinungsbild der allgemeinen Öffentlichkeit der Anteil der Uniformierten erheblich gesenkt, genauso wie die Zahl der Zivilisten, die militärische Erfahrungen aufweisen. Frauen wurde der Zugang zum gesamten Militär gewährt. Auch dies hat den Charakter der Truppe nochmals verändert. Es trat in der Bundeswehr eine Verlagerung der Schwerpunktsetzung in der Aufgabenzusammensetzung auf. Statt territorialer Landesverteidigung standen mangels akuter Bedrohungslage lange Zeit andere Aufgaben im Vordergrund, die eher den Charakter von bewaffneter (quasi-ziviler) Entwicklungsarbeit aufweisen (Brunnenbau in ariden Gebieten, Bau von Schulen, Ausbildung ausländischer Kräfte, medizinische Grundversorgung armer Bevölkerungsschichten im Ausland etc.). Nach der russischen Annexion der Krim 2014 sowie dem russischen Krieg in der Ostukraine seit 2014 änderte sich dieses Aufgabenprofil hingegen zurück zu einer Gleichwertigkeit von Bündnis- und Landesverteidigung einerseits und Auslandseinsätzen andererseits.
Die seit den 1990er Jahren vermehrte Teilnahme der Streitkräfte an Auslandseinsätzen in Rahmen von Bündnisverpflichtungen hatte ähnlich wie auch beim Kriegsverlierer Japan nach anfänglichen großen Bedenken in der Gesellschaft zu einer allgemeinen Akzeptanz und Gewöhnung geführt. Auch die Teilnahme an Gefechten mit Waffeneinsatz gehört inzwischen zum routinierten Aufgabenrepertoire der professionalisierten Berufsarmee.
Die Bindekraft militärischer Rituale wie Gelöbnisse hat seit 1945 deutlich abgenommen, in dem Maße, wie die Individualisierung der Gesellschaft zugenommen hat. Zeitweise hat es aber in den 1980ern und nach der Wende um die Rekruten-Vereidigung und das Feierliche Gelöbnis zum Teil heftige Auseinandersetzungen gegeben. Die Bundeswehr war an manchen Orten gezwungen, auf den öffentlichen Charakter der Rekruten-Vereidigung zu verzichten.
Der Verteidigungshaushalt für 2019 umfasst rund 43,2 Milliarden Euro. Entsprechend der Größe der deutschen Volkswirtschaft ist diese Summe nicht sehr hoch. Für das relativ geringe Ausgabeniveau wird Deutschland vom Bündnispartner USA regelmäßig kritisiert. Insbesondere US-Präsident Trump fordert höhere Militär-Ausgaben der NATO-Staaten (und damit Deutschlands).
Moderne Verarbeitungsformen wie historische Reenactments widmen sich eine Anzahl von Laiendarstellern in Deutschland. Als solche stellen sie als Schauspieler historische militärische Ereignisse nach und widmen sich der Uniform- und Waffenkunde. Eine ebenso folkloristische Glorifizierung des ehemaligen militärischen Uniformenkults findet sich auch in den Karnevalsvereinen wieder.

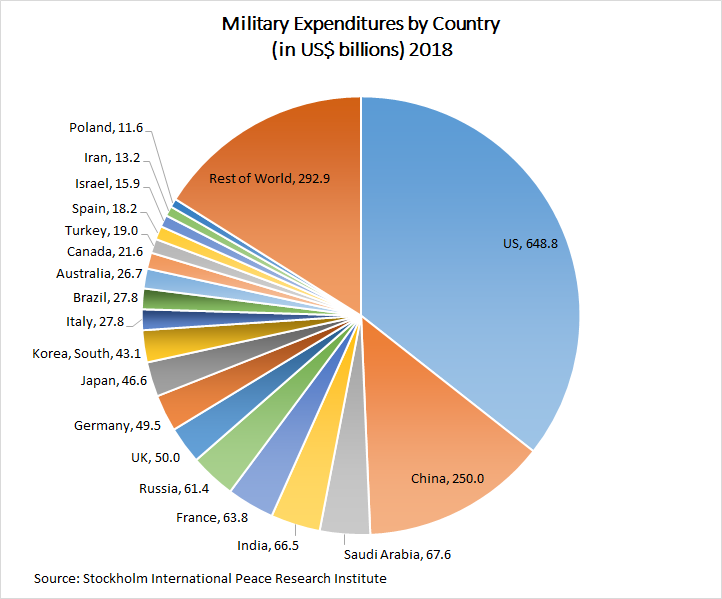
Ein Kreisdiagramm, das laut SIPRI die weltweiten Militärausgaben für 2018 nach Ländern in Milliarden US-Dollar zeigt.
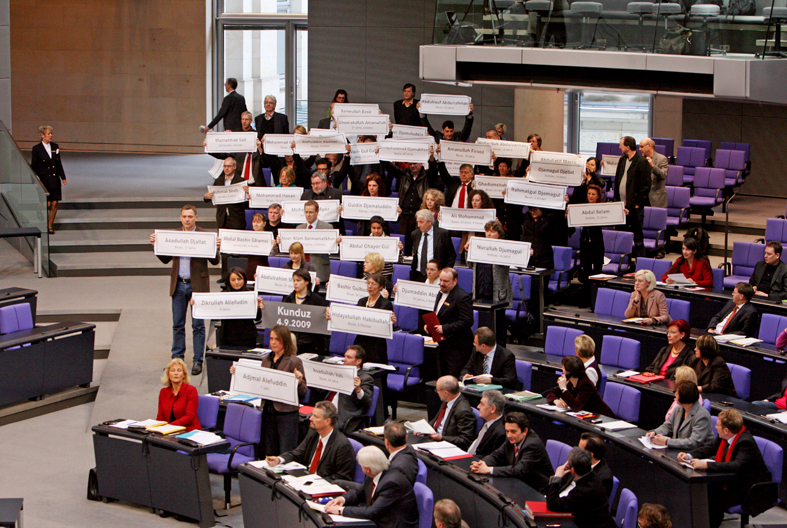
Schilder-Aktion der Linken
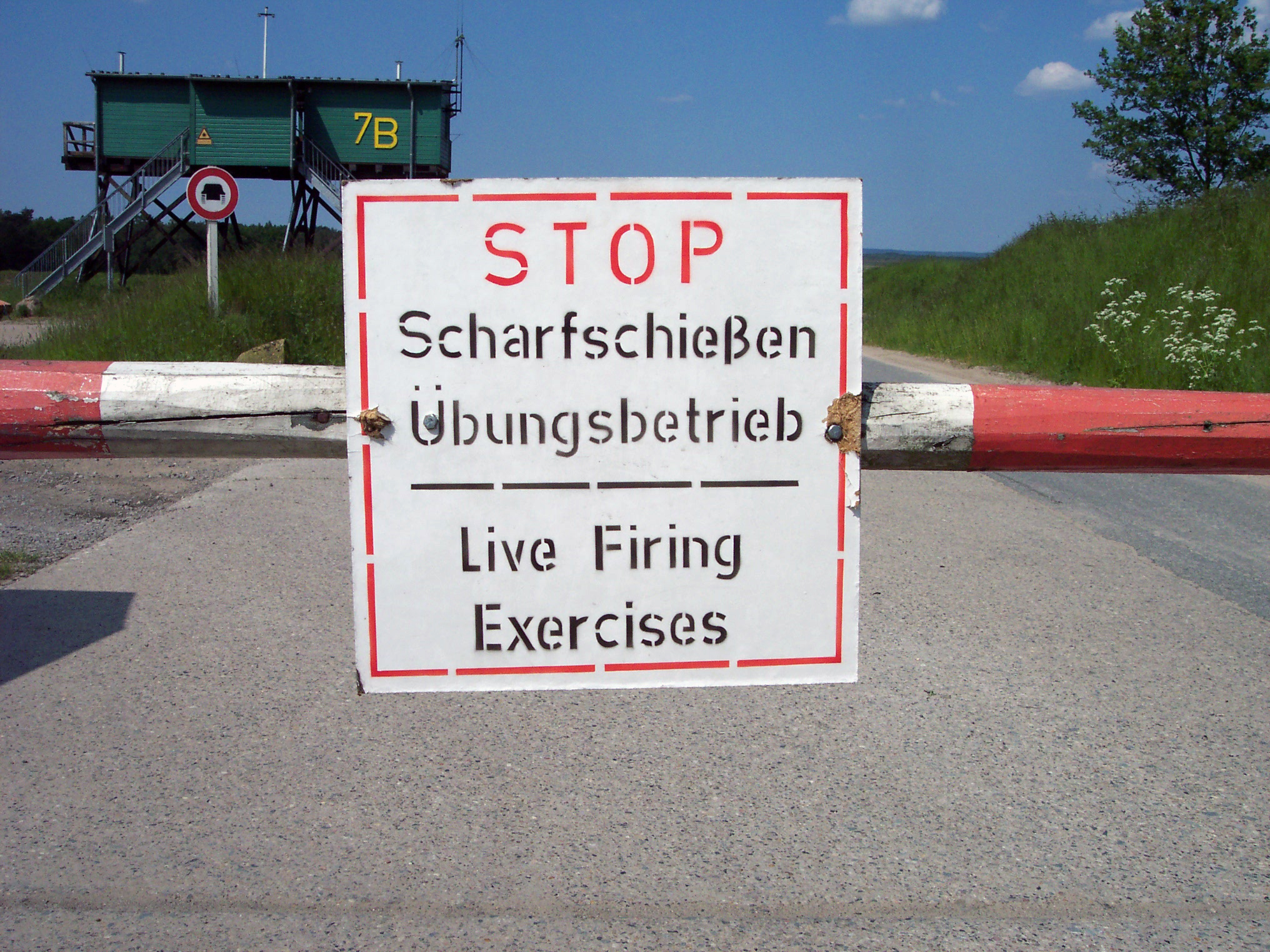
Einfahrt zu einer Schießbahn auf einem Truppenübungsplatz – realitätsnahe Ausbildung für die Streitkräfte der NATO in Deutschland

## Helmut Schmidt (Zitat)
Altkanzler Helmut Schmidt bekannte in seiner Rede beim öffentlichen Rekrutengelöbnis vor dem Reichstag am 20. Juli 2008 in Berlin:

„In den Schulen, in den Kirchen, in den Fabriken waren wir zu Gehorsam gegenüber Obrigkeit und Staat erzogen und gedrillt worden. Schon 1941, seit unserem Überfall auf die Sowjetunion, ist mir klar gewesen, ich war damals zwanzig Jahre alt, dass Deutschland den Krieg verlieren würde. Er würde in einer Katastrophe enden. Gleichwohl blieb ich patriotisch gesonnen und glaubte: Wenn mein Land im Krieg ist, dann muss ich als Soldat meine Pflicht erfüllen. Das hatte mein Vater ja 1914 genauso getan.“

## Aufarbeitung
Vom deutschen Militarismus war eine große Anzahl von Menschen direkt als Täter und Opfer betroffen. Weltweit beschäftigt sich eine große Zahl von Menschen bis heute mit diesem Spezialthema deutscher Kulturgeschichte in unterschiedlichen Formen und Medien.
Insbesondere die Zeit von 1914 bis 1945 war und ist der Betrachtungszeitraum mit den meisten thematischen Erinnerungsbezügen.
Glorifizierende und militärverherrlichende Darstellungen, Erzeugnisse, Werke, Schriftgüter sind dem Zeitgeist entsprechend, anders als von 1900 bis 1945, im 21. Jahrhundert nicht mehr Teil des gesellschaftlich anerkannten Mainstreams. Es überwiegt eine kritische Darstellung und Auseinandersetzung zum deutschen Militarismus, der die Ernsthaftigkeit dieses Themas angesichts der Millionenfachen Opfer berücksichtigt. Ein solches prominentes Beispiel stellt die Wehrmachtsausstellung dar.